# Веллингтон, Артур Уэлсли
А́ртур Уэ́лсли (англ. Arthur Wellesley; 1 мая 1769, Дублин — 14 сентября 1852, Замок Уолмер, Кент) — 1-й герцог Веллингтон с 11 мая 1814 года, британский полководец и государственный деятель, фельдмаршал с 21 июня 1813 года, участник Наполеоновских войн, победитель битвы при Ватерлоо. Премьер-министр Великобритании с 22 января 1828 года по 22 ноября 1830 года и с 17 ноября по 10 декабря 1834 года.

## Детство и юность
Артур Уэлсли родился в аристократической семье англо-ирландского происхождения, он был третьим сыном Гаррета Уэлсли, графа Морнингтона, и Анны Хилл-Тревор, старшей дочери Артура Хилл-Тревора, виконта Данганнон, в честь которого Артур получил своё имя. Точное место его рождения неизвестно.
Вероятнее всего, он родился в доме своих родителей в Дублине (Ирландия), Верхняя Меррион-Стрит, 24. Его биографы обычно, ссылаясь на публикацию в газете того времени, утверждают, что он родился 1 мая 1769 года и в тот же день был крещён. Его мать, Анна Морнингтон, в 1815 году утверждала, что Артур родился в Дублине, Мерион-Стрит, дом 6. Существуют и другие вероятные места рождения.
Детство Веллингтон провёл в двух домах своей семьи — в большом доме в Дублине и в замке Данган, который находился в 5 км. к северу от Самерхилла по дороге на Трим, графство Мит (провинция Ленстер). В 1781 году отец Артура умер и графский титул наследовал старший сын — Ричард.
Веллингтон посещал школу при епархии в Триме, академию Уайта в Дублине и школу Брауна в Челси, Лондон. В 1781 году Веллингтон был зачислен в Итонский колледж, где учился по 1784 год. В колледже он страдал от одиночества, возненавидел колледж и поэтому маловероятно, чтобы он мог позднее сказать приписываемые ему слова: «Битва при Ватерлоо была выиграна на полях Итона». Кроме того, Итон в то время не имел полей для игр. В 1785 году отсутствие достижений в Итоне вместе с финансовыми трудностями семьи после смерти отца вынудили молодого Уэлсли вместе с матерью переехать в Брюссель. Первые двадцать лет жизни Уэлсли не демонстрировал никаких способностей. Отсутствие каких-то целей и интересов очень огорчало мать, которая даже сказала: «Я даже и не знаю, что мне делать с моим неспособным Артуром».
Годом позже Уэлсли поступил в Королевскую академию верховой езды в Анже, Франция. Здесь он показал значительные успехи, стал хорошим наездником и выучил французский, что в будущем ему очень пригодилось. По возвращении в Англию в конце 1786 года он поразил мать своими достижениями.

## Начало службы
Его семья нуждалась в деньгах. Артур дал обещание найти работу, однако так и не нашёл себе поприща. По совету матери его брат Ричард попросил своего друга герцога Ратленда (тогда лорда-лейтенанта Ирландии) зачислить Артура на службу в армию. Вскоре, 7 марта 1787 года, в газете появилось сообщение о том, что Артур зачислен энсином в 73-й пехотный полк. Также при содействии брата в октябре он был назначен адъютантом к новому лорду-лейтенанту Ирландии, маркизу Бекингему. Адъютантом Артур стал зарабатывать 10 шиллингов в неделю, вдвое больше, чем энсином. Затем его перевели в новый 76-й пехотный полк, находившийся в Ирландии на формировании, а на Рождество 1787 года произвели в лейтенанты. Он пребывал в Дублине и его обязанности были преимущественно общественные: посещение балов, развлечение гостей и предоставление советов Бекингему. В Ирландии у него появились карточные долги, но в свою защиту Веллингтон говорил: «Все знали, что я часто нуждаюсь в деньгах, но я никогда не погружался в долги безнадежно».
23 января 1788 года он был переведён в 41-й пехотный полк, а 25 июня 1789 года — в 12-й полк лёгких драгун (принца Уэльского), а также попробовал свои силы в политике. Незадолго до всеобщих выборов 1789 года он отправился в «гнилое местечко» Трим, чтобы выступить против предоставления звания «почётный гражданин города Дублина» парламентскому лидеру Ирландской патриотической партии Генри Граттану. Добившись успеха, он выдвинулся и был избран в депутаты палаты общин Ирландии от Трима. В парламенте того времени по крайней мере две трети депутатов были обязаны своему избранию землевладельцам менее сотни «гнилых местечек». Следующие два года Уэлсли продолжал служить лорду-лейтенанту Ирландии, одновременно голосуя в поддержку правительства в ирландском парламенте. 30 января 1791 года он стал капитаном и перешёл в 58-й пехотный полк.
31 октября его перевели в 18-й полк лёгких драгун. В это же время он пережил серьёзное увлечение Китти Пэкинхэм, дочерью Эдуарда Пэкинхэма, 2-го барона Лонгфорд. По его словам, она была полна «веселья и очарования». В 1793 году Уэлсли сватался к ней, но её брат Томас, граф Лонгфорд, отказал, потому что считал Уэлсли погрязшим в долгах молодым человеком с очень незавидным будущим. Страстный музыкант-любитель, Уэлсли, сражённый отказом наповал, в гневе сжёг свои скрипки и всерьёз решил заняться военной карьерой. Он продвигался по службе, в основном, покупая чин, что было обычным явлением в британской армии того времени. 30 апреля 1793 года он купил у майора Ральфа Гора звание майора 33-го пехотного полка за 2600 фунтов. Через несколько месяцев, в сентябре, его брат одолжил ему больше денег и Уэлсли купил у подполковника Джона Йорка звание подполковника того же полка за 3500 фунтов. Теперь он получал 1 фунт и 10 шиллингов в неделю.

## Кампания в Нидерландах

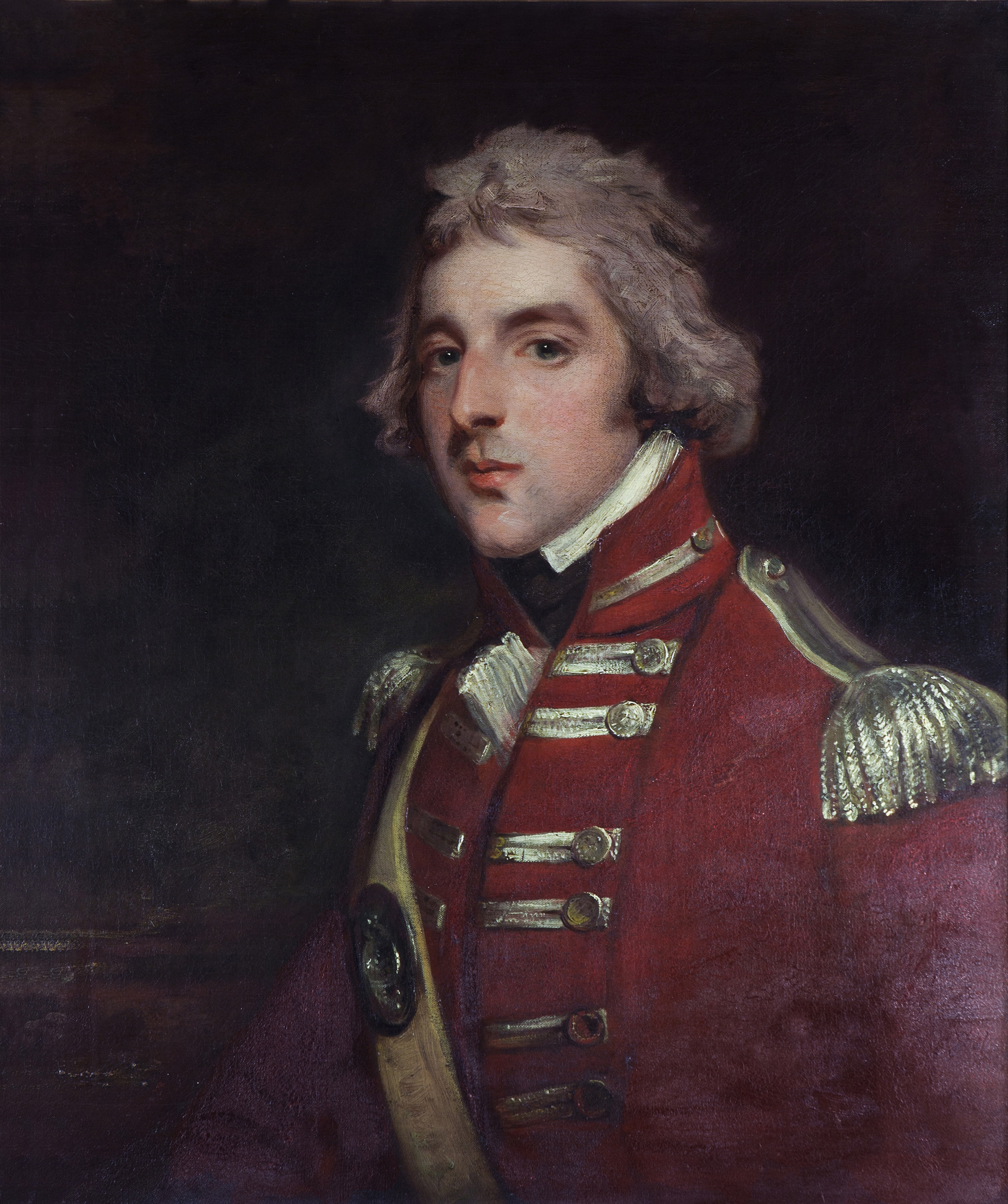
Портрет 26-летнего Артура Уэлсли

В 1793 году герцог Йоркский был направлен во Фландрию командовать британскими войсками союзнической армии, намеревавшейся вторгнуться в революционную Францию. В то же время планировалась экспедиция во Французскую Вест-Индию, и Уэлсли подал прошение на участие, но ему было отказано. Так как война во Фландрии шла неудачно, было решено отправить туда дополнительно 15 батальонов под командованием Лорда Мойра. Батальон Уэлсли был в их числе и в конце июня он высадился в Остенде.
В Остенде Лорд Мойра свёл свои батальоны в бригады, и три батальона из Ирландии стали 2-й бригадой, а Уэлсли был назначен её командиром. Он был молод и неопытен, но был старше всех по званию в бригаде. Французская армия генерала Пишегрю сразу начала наступать на Остенде и лорд Мойра увёл свои бригады на соединение с герцогом Йоркским, поручил Уэлсли прикрывать отход. Уэлсли впервые независимо командовал на поле боя и показал себя относительно способным к этой роли. 15 сентября французы захватили город Бокстел, и герцог Йоркский приказал отбить город силами Гвардейской бригады и 3-й бригады, в составе которой оказался 33-й батальон Уэлсли. В сражении при Бокстеле французы оказали сильное сопротивление и бригадам было приказано отступать. Это отступление было плохо организовано и положение спас батальон Уэлсли, который прикрывал отход: батальон подпустил французов на 50 метров и дал два мощных залпа, которые заставили противника отступить. По некоторым данным, батальоном командовал подполковник Шербрук, но Уэлсли, как командир бригады, так же отвечал за последствия.
Зимой, в оставшуюся часть кампании его часть защищала линию реки Ваал, а сам он ненадолго заболел из-за сырой погоды. Хотя в целом кампания оказалась неуспешной, армия герцога Йоркского возвратилась домой в 1795 году, но Уэлсли получил несколько ценных уроков, включая ведение непрерывного огня против наступающих колонн противника и использование поддержки флота. Он сделал вывод, что многие из просчётов кампании были сделаны по вине ошибок командования и плохой организационной работы в штаб-квартирах. Позднее он заметил, что время, проведённое в Нидерландах «по крайней мере, научило меня тому, чего делать не надо и этот ценный урок запомнился навсегда».
Вернувшись в Англию в марте 1795 года, Уэлсли был переизбран депутатом парламента в Триме на второй срок. Он надеялся получить в новом ирландском правительстве пост военного секретаря, однако новый лорд-лейтенант, лорд Кэмден, предложил ему только должность генерального инспектора в Палате вооружений (Board of Ordnance). Отказавшись от такого назначения, он вернулся в свой полк, который в Саутгемптоне готовился к отплытию в Вест-Индию. После семи недель, проведённых в море, шторм вынудил флот вернуться в Пул, на юге Англии. Полку дали время привести себя в порядок и через несколько месяцев в Уайтхолле решили всё же отправить полк в Индию. В апреле 1796 года полк погрузился на корабли, но Уэлсли ещё болел после Фландрской кампании, и остался в Англии, нагнав полк в Кейптауне в конце июня 1796 года. Ещё до этого, 3 мая, ему было присвоено звание полковника. 17 февраля 1797 года полк прибыл в Калькутту.

## Индия
В августе 1797 года Испания объявила войну Англии, и генерал-губернатор Индии Джон Шор приказал отправить отряд на Филиппины для захвата Манилы. Уэлсли надеялся возглавить этот отряд, но командование поручили другому офицеру. Отряд успел добраться только до Пенанга, после чего осложнилась обстановка в самой Индии, и его вернули обратно. В ноябре 1797 года Уэлсли снова был в Калькутте. Здесь он узнал, что его старший брат Ричард стал лордом Морнингтоном и был назначен новым генерал-губернатором Индии. Ричард прибыл в Калькутту 17 мая 1798 года. В том же месяце Уэлсли изменил свою фамилию («Wesley») на «Wellesley».
В 1790-е годы среди членов Ост-Индской кампании и британского правительства шли споры о том, как следует поступить с Индией. Торговля с ней стала менее выгодна и возникли планы полностью покинуть Индию и переключиться на торговлю с Китаем. Были и сторонники сохранения британского присутствия. Ричард Уэлсли полагал, что владения Ост-Индской кампании в Индии должны расширяться, и Англии в будущем предстоит править всей Индией. Для этого в первую очередь было необходимо подчинить княжество Майсур, правитель которого вёл переговоры с Турцией и Францией о совместных действиях против англичан. Губернатор Мадраса, Лорд Клайв, не хотел начинать войну, поэтому Ричард перевёл в Мадрас 33-й пехотный полк и своего брата, чтобы надавить на губернатора. Артур сумел убедить губернатора в необходимости боевых действий. Он же был назначен главным по мобилизации и подготовке армии.

### Четвёртая англо-майсурская война

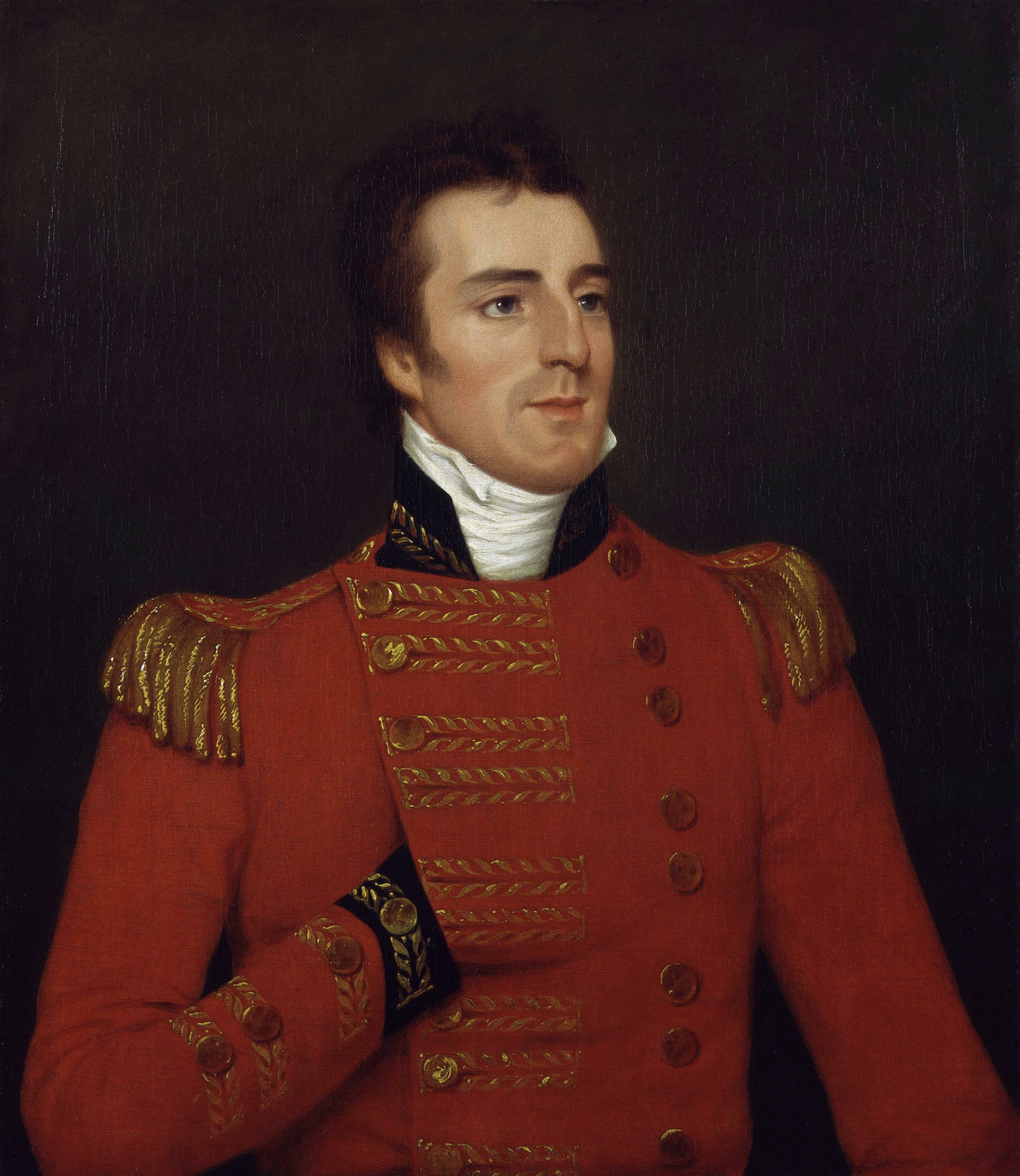
Уэлсли в Индии, в форме генерал-майора, 1804 год.

3 февраля 1799 года Ричард Уэлсли приказал начать марш на Майсур, началась Четвёртая англо-майсурская война. Мадрасской армии и контингенту из Хайдарабада, общей численностью 55 000 человек, было приказано захватить Серингапатам и разбить армию султана Типу. Армией командовал генерал Джордж Харрис, а Артур Уэлсли был советником при Мир Аллуме, командире низама, и фактически отвечал за действия хайдарабадского контингента. Его 33-й полк был присоединён к низаму.
18 февраля армия Харриса соединилась с хайдарабадским контингентом в Амбуре, и обе армии, двигаясь параллельными колоннами, перешли границу Майсура 3 марта 1799 года. Султан Типу сконцентрировал свою армию, 30 000 человек, в Серингапатаме и попытался использовать против противника тактику выжженной земли. 27 марта майсурская армия встретилась с англичанами на равнине у городка Маллавелли. Произошло сражение при Маллавелли, в ходе которого Уэлсли снова принял командование 33-м полком. По его мнению, майсурская армия сражалась хорошо, но её подвело отсутствие координации между пехотой, кавалерией и артиллерией, а также паника, которая началась, когда майсурцы попали под атаку 33-го полка. После сражения британцы оказались в 30 милях от Серингапатаме, но выбрали длинный путь к городу, через регионы, не разорённые султаном. 4 апреля армия подошла на 5 миль к городу. В целом она прошла 150 миль за 31 день, не понеся потерь.

#### Серингапатам
Сразу после прибытия к Серингапатаму 5 апреля 1799 года началась осада города. Уэлсли было приказано возглавить ночную атаку на деревню Султанпетта близ крепости, чтобы расчистить дорогу артиллерии. Но неприятель хорошо подготовился к обороне и в темноте возникла сумятица, поэтому атака провалилась, потери составили 25 человек. Уэлсли получил лёгкую рану колена мушкетной пулей на излёте. Хотя британцы могли бы с успехом вновь атаковать на следующий день, после разведки вражеских позиций, он отказался от этого намерения. Он решил «никогда не атаковать противника, который приготовился (к обороне) и занимает удобную позицию и чьё расположение не подвергли рекогносцировке при свете дня».
Левин Бентам Боуринг, верховный комиссар Майсура в 1862—1870 годах, описывает бой по-иному:

Одна из этих рощ, называемая Роща Султанпет, была пересечена глубокими рвами, заполненными водой от канала, протекавшего в миле восточнее форта. Генералу Бэру было приказано прочесать эту рощу и вытеснить оттуда неприятеля, но при своём продвижении там ночью 5-го он обнаружил, что роща не занята. Однако на следующий день майсурские войска вновь заняли свои позиции в роще. Поскольку рощу было абсолютно необходимо очистить от неприятеля, с заходом солнца туда было направлено две колонны солдат. Первая из них, под командованием полковника Шоу, заняла разрушенную деревню и удержала её в своих руках. Вторая колонна, которой командовал полковник Уэлсли, продвигаясь по роще, была тотчас же обстреляна в ночной темноте ужасным огнём мушкетов и ракет. Солдаты, запутавшиеся среди деревьев и рвов, в конце концов, отступили в беспорядке. Несколько солдат было убито, а некоторых взяли в плен. В суматохе полковнику Уэлсли в колено попала пуля на излёте и он только чудом спасся, едва не попав в руки неприятеля.

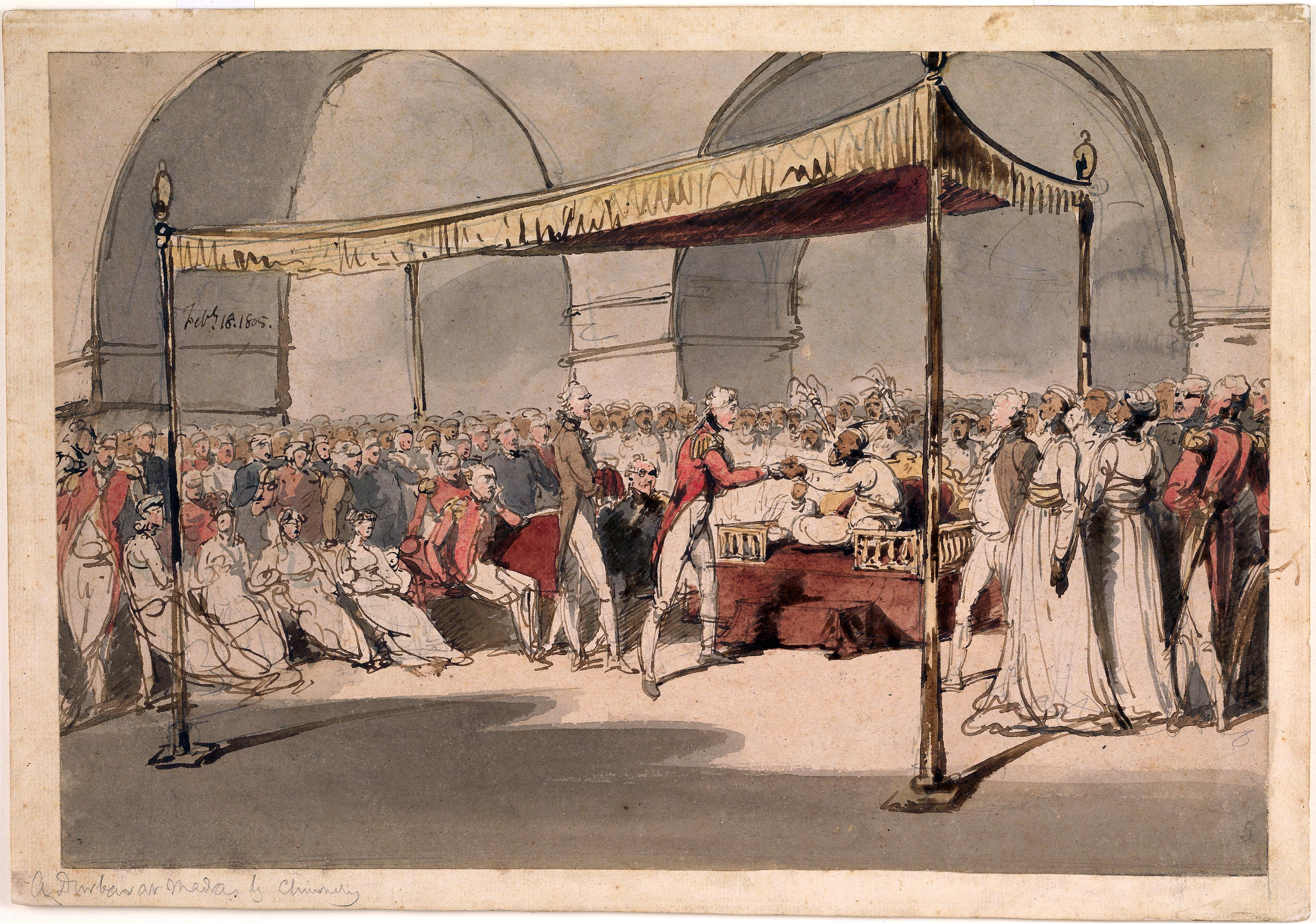
Генерал-майор Уэлсли, встреча с набобом Азимом аль-Даулой, 1805 год

Через несколько недель, после мощной бомбардировки крепости Серингапатам в её главных стенах открылась брешь. Нападающие, которых возглавил генерал-майор Бэрд, захватили крепость. Уэлсли обеспечил тыл атаковавших, расставив охрану у бреши и затем расположив свой полк в главном дворце. Услышав, что султан Типу убит, Уэлсли появился у его тела и, проверив пульс, первым засвидетельствовал его смерть. На следующий день Уэлсли сосредоточился на проблеме падения дисциплины среди своих солдат, которые напились и грабили крепость и город. Чтобы восстановить порядок, несколько солдат были подвергнуты порке, а четверо повешены.
После битвы, которая и завершила войну, главные силы под командованием генерала Дж. Харриса ушли из Серингапатама и Уэлсли в возрасте 30 лет стал командовать территорией как новый губернатор Серингапатама и Майсура. 17 июля 1801 года он получил чин бригадного генерала. Летний дворец султана стал его резиденцией. Новый губернатор реформировал налоговую и судебную системы новой провинции в целях поддержания порядка и предотвращения взяточничества. Он также выследил главаря разбойников «Короля» Дхундию Во (Dhoondiah Waugh), который бежал из тюрьмы Серингапатама во время битвы. Четыре полка под командованием Уэлсли разбили превосходящие силы разбойников, а сам Дхундия был убит в сражении. Уэлсли оплатил содержание ставшего сиротой сына Дхундии.
Будучи в Индии, Уэлсли болел довольно продолжительное время, сначала от сильной диареи из-за плохой воды, а потом — от лихорадки, сопровождавшейся серьёзной кожной инфекцией, вызванной грибком трихофитоном. В сентябре он узнал, что получил новый чин генерал-майора. В газетах эта новость была опубликована 29 апреля 1802 года, но новости за море доходили только спустя несколько месяцев. Он оставался в Майсуре до ноября, когда его отправили командовать армией во второй англо-маратхской войне.

### Вторая англо-маратхская война
Уэлсли решил, что ему следует действовать смелее, чтобы разбить численно превосходящие силы Государства маратхов, ибо длительная оборонительная война погубит его армию. Когда его армия собралась вместе (24 тысячи солдат), он отдал приказ разрушить лагерь и атаковать ближайшую крепость маратхов 8 августа 1803 года. Крепость сдалась 12 августа, после того как пехота ворвалась в брешь в стене, проделанную артиллерией. Теперь, когда крепость оказалась под управлением англичан, Уэлсли мог распространить свой контроль на земли к югу от реки Годавари.

#### Битва при Асаи

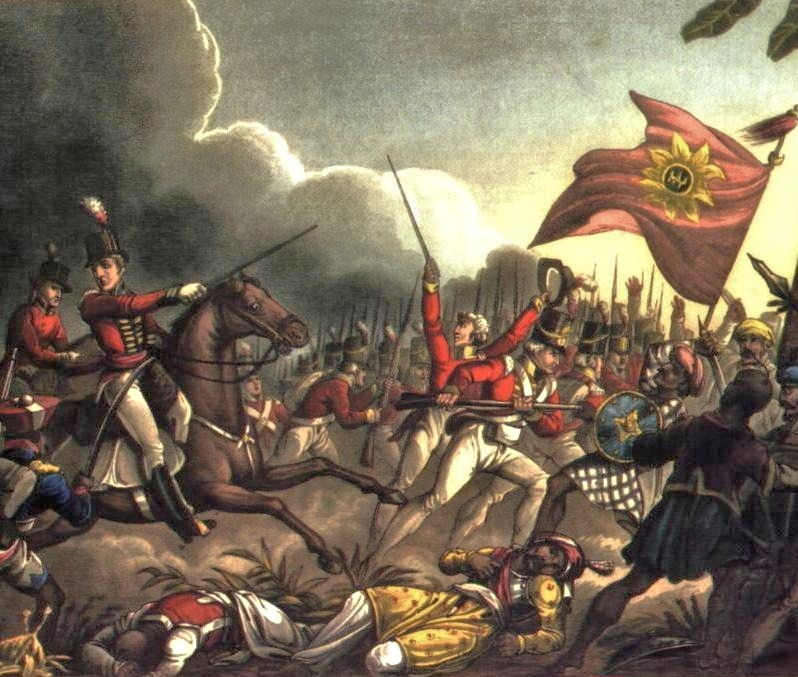
Артур Уэлсли (на коне) в сражении при Асаи

Уэлсли разделил свою армию на две части (вторым, значительно более слабым отрядом командовал полковник Стивенсон), чтобы идти по пятам и обнаружить местоположение армии маратхов. Планировалось, что отряды соединятся 24 сентября. Разведка Уэлсли донесла, что главные силы маратхов находятся между двух рек неподалёку от Асаи, рядом с границей Хайдарабада. Если бы он подождал воссоединения со вторым отрядом, маратхи могли бы и отступить, поэтому Уэлсли решил атаковать их немедленно.
23 сентября 1803 года англичане перешли вброд реку Кайтна и начали сражение при Асаи. После пересечения реки пехота построилась в несколько линий и начала наступление против маратхских воинов. Уэлсли приказал своей кавалерии ударить во фланг маратхской армии, расположенный рядом с деревней. Во время битвы сам Уэлсли находился под огнём; под ним убило две лошади и он вскочил на третью. В критический момент Уэлсли перегруппировал свои силы и дал приказ полковнику Максвеллу (позже убитому в атаке) атаковать восточный фланг позиции маратхов, в то время как сам командующий с перестроенной пехотой ударит в центр.
Бывший в атаке офицер писал о важности личного руководства Уэлсли: «Генерал всё время был в гуще событий… Я никогда не видел человека столь хладнокровного и собранного, как он… хотя могу Вас заверить, пока наши войcка не построились для наступления, исход дня казался ещё неясным…». 6000 маратхов были убиты или ранены, неприятель отступил, но англичане не имели сил их преследовать. Потери британцев также были тяжёлыми: было убито 409 солдат, из которых 164 были европейцами, а остальные 245 — индусами; 1622 солдата были ранены и 26 — пропало без вести (цифры приведены согласно собственному донесению Веллингтона). Уэлсли был обеспокоен людскими потерями и отмечал, что «мне не хотелось бы увидеть снова столь большие потери, какие я перенёс 23 сентября, даже если достигну таких же выгод». Однако спустя годы он говорил, что сражение при Асаи было лучшей битвой из всех, в которых он участвовал.

#### Аргаон и Гавилгарх
Несмотря на потери, понесённые маратхами, сражение не означало конец войне. В ноябре Уэлсли атаковал более крупные силы неподалёку от Аргаона и одержал ошеломительную победу, стоившую неприятелю 5000 убитыми при том, что англичане потеряли только 361 солдата. Затем он взял крепость Гавилгарх, а генерал Джерард Лейк одержал победу над индусами у Дели и маратхам пришлось 30 декабря 1803 года заключить выгодный Британии мирный договор в Сурджи-Анджангаон.
Военный историк Ричард Холмс отмечает, что полученный в Индии опыт повлиял как на личность, так и на военную тактику будущего герцога Веллингтона. Этот опыт позднее, во время Пиренейских войн, оказался жизненно важным. Важными оказались поддержание строгой дисциплины через муштру и приказы, приобретение союзников дипломатическим путём и защита линий снабжения. Также Уэлсли заботился о приобретении данных о противнике у шпионов. Изменились и его личные пристрастия, он предпочитал одеваться в белые брюки, тёмный мундир, ботфорты и надевать чёрную двууголку (с чем и стал ассоциироваться его стиль).

#### Отъезд из Индии
Постепенно росла усталость Уэлсли от Индии. Он писал: «Я служил в Индии столько, сколько должен служить любой, кто может служить в любом другом месте». В июне 1804 года он обратился за позволением вернуться домой. В качестве вознаграждения за службу в сентябре того же года его сделали рыцарем ордена Бани. За время, проведённое в Индии, Уэлсли приобрёл значительное для того времени состояние — 42 000 фунтов, в основном, за счёт призовых денег. Когда Ричард Уэлсли, его брат, в марте 1805 года завершил срок пребывания в Индии в качестве генерал-губернатора, братья вместе вернулись в Англию на корабле «Хау». По совпадению, Артур, остановившись во время вояжа на маленьком острове Святой Елены, жил в том же доме, в котором позже жил Наполеон во время изгнания.

## Деятельность в Великобритании
Уэлсли принял участие в неудачном англо-русском походе на север Германии, дойдя со своей бригадой до Эльбы. По возвращении Уэлсли ждали хорошие новости: благодаря его новому званию и статусу, семья Китти Пэкинхэм дала разрешение на брак с ней. Артур и Китти поженились 10 апреля 1806 года в Дублине. Брак впоследствии оказался неудачным, и оба долгие годы жили порознь, пока Уэлсли участвовал в войнах. В январе 1806 года Уэлсли был избран в нижнюю палату Парламента от городка Рай (Восточный Суссекс) как кандидат от тори и надолго удалился из армии. В 1807 году избирался от городов Трэли, Митчелл, и, наконец, Ньюпорт на острове Уайт на юге Англии, депутатом от которого он был в 1807—1809 годах. Затем в том же 1807 году назначен статс-секретарём по делам Ирландии и одновременно стал членом Тайного совета Великобритании. Будучи в Ирландии, он дал устное обещание, что существующие карательные законы, направленные против католиков, будут применяться очень сдержанно. Возможно, это указывает на его намерение впоследствии поддержать эмансипацию католиков.

## Война в Дании
Будучи в Ирландии, в мае 1807 года Уэлсли услышал о британской экспедиции в Данию. Он решил бросить все свои политические назначения и уехать. Во время битвы за Копенгаген в августе 1807 года он командовал пехотной бригадой. Уэлсли участвовал и в битве при Кёге, в которой его солдаты взяли в плен около 1100 человек датского генерал-лейтенанта Иоахима Кастеншильда, а он сам присутствовал при сдаче.
30 сентября он вернулся в Англию, 25 апреля 1808 года получил звание генерал-лейтенанта. В июне 1808 года Уэлсли принял командование над экспедиционным корпусом в 9000 человек, которые предполагалось направить в испанские колонии в Южной Америке в помощь латиноамериканскому революционеру Франсиско Миранде. Однако вместо этого его корпус отправили в Португалию, где они должны были соединиться с 5000 солдат, направленных с Гибралтара.

## Пиренейские войны
Завершив все приготовления, армия отправилась из Корка 12 июля 1808 года, чтобы сражаться против французов на Пиренейском полуострове. По мнению историка Робина Нейландса (Нилланса), «Уэлсли к тому времени уже приобрёл тот опыт, на котором основаны его последующие победы. Он знал про управление войсками от самых низов до верха, про важность тыла и снабжения, про ведение боевых действий во враждебном окружении. Он имел политический вес и осознавал важность поддержки из метрополии. Главное — он понял, как, ставя достижимые цели и полагаясь на свои силы и средства, нужно вести и выигрывать военные кампании».

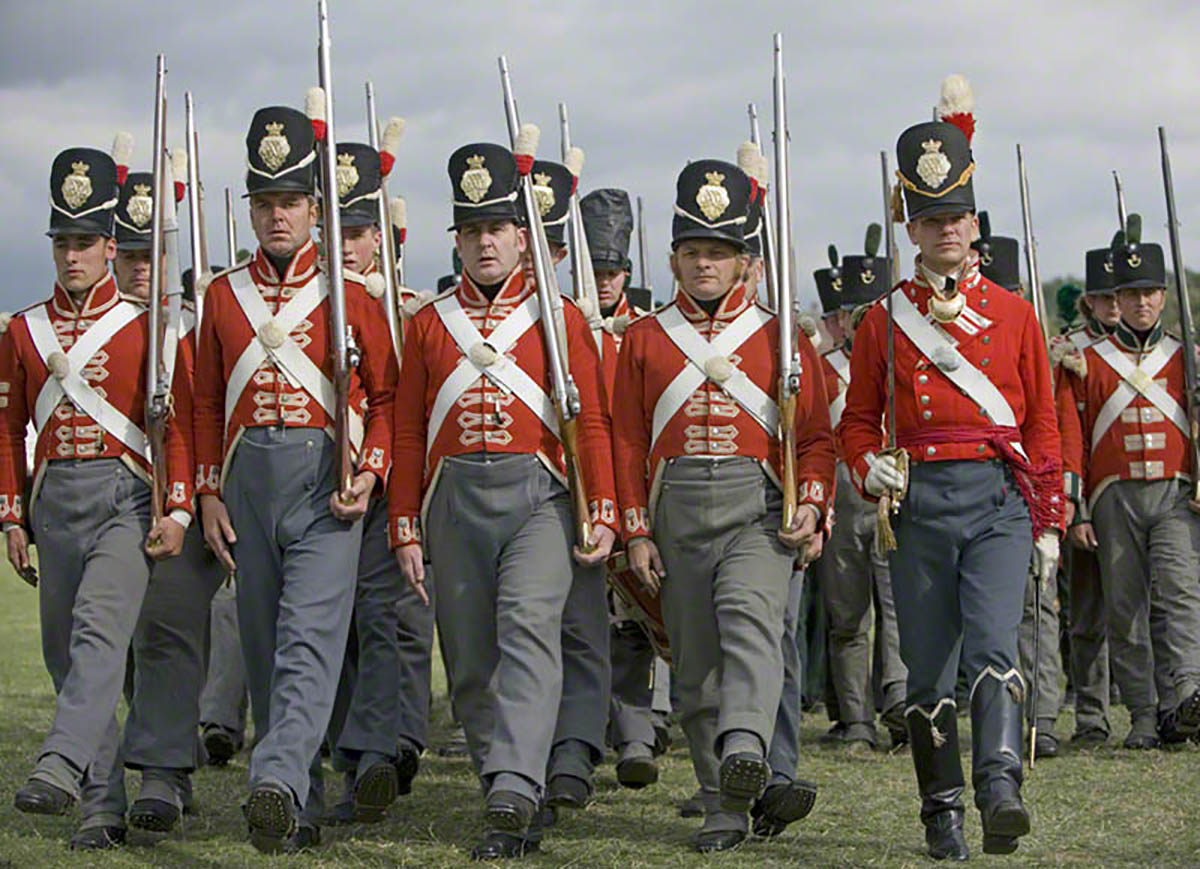
Реконструкторы 33-го пехотного полка, т. н. красные мундиры Веллингтона (Wellington’s Redcoats), изображающие линейную 8-ю роту.

### 1808
Уэлсли разбил французов в сражении при Ролисе и в Битве при Вимейру в 1808 году, но был смещён с командования сразу после Вимейру. Генерал Хью Далримпл подписал странную Конвенцию в Синтре, согласно которой британский Королевский флот обязался вывезти французскую армию из Лиссабона со всей её добычей, и настоял на присоединении к Конвенции единственного члена правительства — Уэлсли. Тот сохранял пост статс-секретаря по делам Ирландии, равный министерскому. В самой Великобритании Конвенцию сочли позором. Далримпл и Уэлсли были отозваны в Англию, чтобы предстать перед следственной комиссией. Уэлсли согласился подписать предварительное перемирие, но конвенцию не подписывал и был в итоге оправдан.
Тем временем Наполеон сам вторгся в Испанию со своими ветеранами, чтобы подавить восстание. Новый командующий английскими войсками на Иберийском полуострове Джон Мур погиб в битве при Ла-Корунье в январе 1809 года.
Хотя в целом война с французами на континенте складывалась не в пользу британцев, пиренейский театр военных действий стал единственным местом, где англичане в союзе с португальцами оказывали серьёзное сопротивление французам и их союзникам. Новая экспедиция, отправленная в Голландию, потерпела катастрофу из-за просчётов в организации, типичных для Британии того времени. Уэлсли направил меморандум военному министру лорду Каслри по поводу обороны Португалии. В меморандуме он подчеркнул важность гористых границ Португалии и обосновал выбор Лиссабона в качестве главной базы войск, поскольку английский флот сможет помочь защитить его. Каслри и кабинет министров одобрили документ и назначили Уэлсли командующим всех британских экспедиционных сил в Португалии.

### 1809
Уэлсли прибыл в Лиссабон 22 апреля 1809 года на борту бывшего французского фрегата «Сюрвейянт», едва избежав кораблекрушения. Создав объединённую британо-португальскую армию и получив подкрепления, он перешёл в наступление. Во второй битве при Порту он, используя внезапность и быстроту, пересёк реку Дуэро 12 мая днём и вытеснил войска маршала Сульта из города Порту.
Обеспечив безопасность Португалии, Уэлсли вторгся в Испанию, чтобы соединиться с силами генерала Грегорио де ла Куэста. Объединённые силы готовились 23 июля 1809 года атаковать первый корпус маршала Виктора при Талавере. Но Куэста согласился на операцию с неохотой и убедил отложить наступление на день. Задержка позволила французам отойти. Куэста опрометчиво послал свою армию вслед за Виктором и очутился лицом к лицу с практически всей французской армией в Новой Кастилии — Виктор присоединил к своим войскам гарнизоны Толедо и Мадрида. Испанцы стремительно отступили, две британских дивизии наступали, чтобы прикрыть их отход.
На следующий день, 27 июля, в битве при Талавере французы пошли в наступление тремя колоннами. Уэлсли отразил все атаки в этот и последующий дни, но с тяжёлыми потерями для своей армии. Вскоре выяснилось, что после сражения Сульт двинулся на юг, угрожая отрезать англичан от Португалии. 3 августа Уэлсли двинулся на восток, чтобы остановить Сульта, оставив 1500 раненых на попечение испанцев. Однако выяснилось, что силы французов составляют 30 тысяч человек и Уэлсли приказал лёгкой кавалерийской бригаде мчаться изо всех сил и захватить мост через реку Тахо у Альмараса до подхода французов. Обезопасив коммуникации и снабжение с Лиссабоном, Уэлсли решил вновь соединиться с Куэстой. Однако выяснилось, что испанцы оставили раненых англичан французам и выказали себя совсем ненадёжными людьми, обещая и затем отказываясь снабжать британские войска, вызывая раздражение у Уэлсли и сея недовольство между английскими и испанскими союзниками. Недостаток снабжения вкупе с угрозой прибытия весной новых французских войск (включая возможное появление самого Наполеона) заставили англичан отступить в Португалию.
В 1809 году Артур Уэлсли получает титул виконта Веллингтон.

### 1810
В 1810 году в Португалию вторглась новая большая французская армия под командованием маршала Андрэ Массена. Что в Англии, что в английской экспедиционной армии настрой был пессимистичным: все считали, что из Португалии войска придётся эвакуировать. Вместо этого Веллингтон задержал французов в битве при Бусаку. Затем он укрепил полуостров, на котором находится Лиссабон, соорудив массивные земляные укрепления, так называемые линии Торрес-Ведрас. Их возвели в глубокой тайне, а их фланги защищал Королевский флот. Наступавшая французская армия упёрлась в глухую оборону, в войсках начался голод и через шесть месяцев они были вынуждены отступить. Преследование, организованное англичанами, было расстроено серией контратак французского арьергарда под командованием маршала Нея.

### 1811
В 1811 году Массена вновь отправился в Португалию, чтобы освободить Альмейду; Веллингтон едва сумел остановить французов в битве при Фуэнтес-де-Оньоро 3-6 мая. 16 мая его подчинённый, виконт Бересфорд сразился с «армией Юга Франции» под командованием Сульта. Сражение при Ла-Альбуэра стало кровавым для обеих сторон, но не принесло никому решительной победы. Веллингтон 31 июля за свои заслуги получил чин полного генерала. Французы сняли осаду Альмейды и ускользнули от преследования английских войск, однако удержали в своих руках испанские крепости Сьюдад-Родриго и Бадахос, «ключи» к дорогам через горные перевалы в Португалию. За боевые заслуги в Португалии Уэлсли был причислен к португальской знати с пожалованием титула графа Вимейру.

### 1812

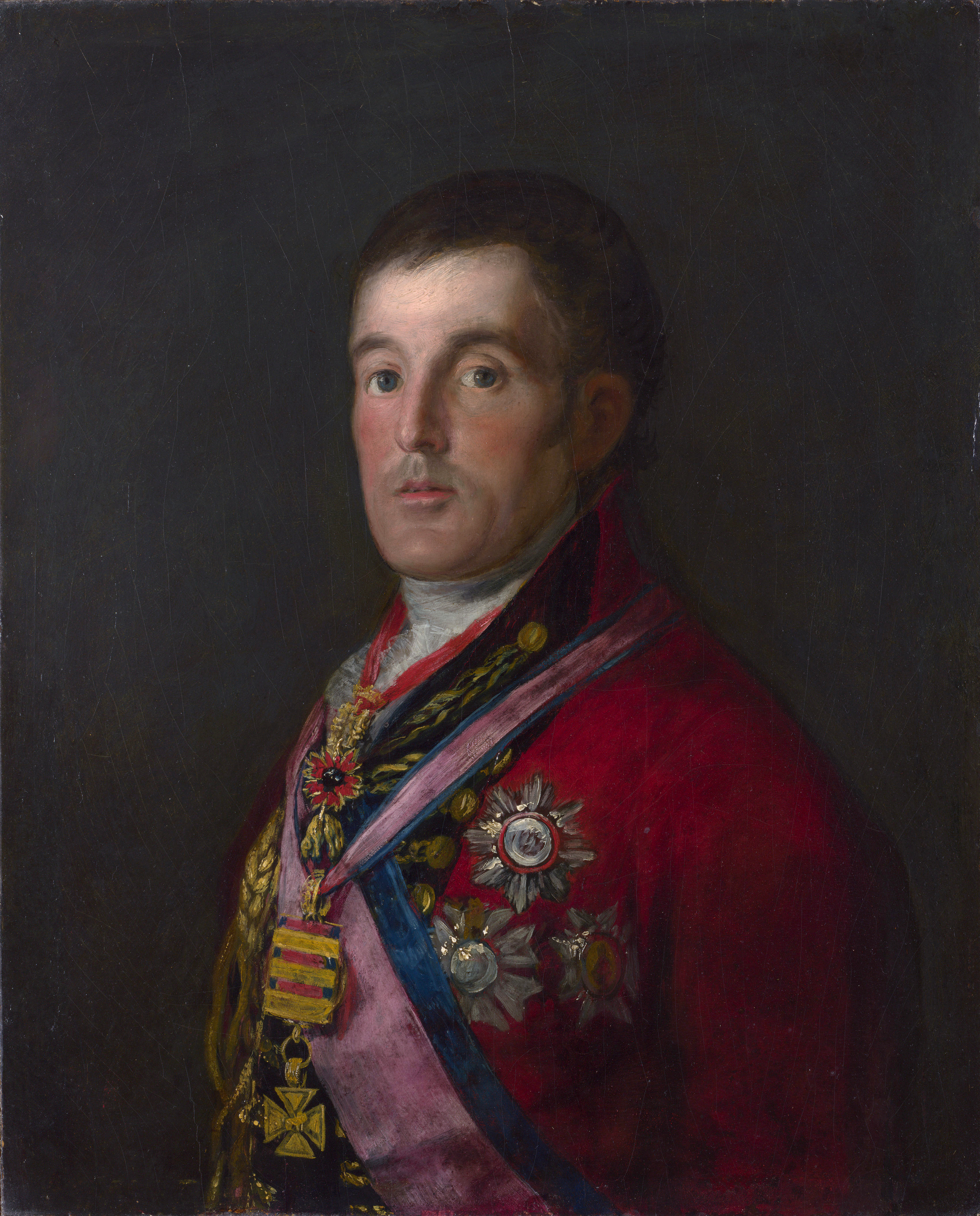
Портрет герцога Веллингтона кисти Гойи, 1812—1814 годы.

В январе 1812 года Веллингтон захватил Сьюдад-Родриго, воспользовавшись тем, что основные силы французов ушли на зимние квартиры. Чтобы гарнизон крепости не успел получить помощь, англо-португальская армия произвела штурм крепости в довольно короткий срок. Затем войска переместились южнее, осадили Бадахос 16 марта и после почти месяца боёв захватили эту крепость ночным штурмом с большими потерями. Увидев итоги кровавой резни у брешей крепости, Веллингтон потерял обычное хладнокровие и плакал.
Теперь его армия состояла из британских солдат-ветеранов, усиленных прошедшими переобучение подразделениями португальской армии. Направившись в Испанию, он разбил французов в битве при Саламанке, воспользовавшись промахами в манёврах последних. Сражение позволило освободить Мадрид. В награду его сделали графом и затем маркизом Веллингтоном и назначили командующим всеми союзными силами в Испании. Веллингтон попытался взять крайне важную крепость Бургос, которая связывала Мадрид с Францией. Однако неудача, вызванная в первую очередь, недостатком осадных орудий, заставила его стремглав отступить, потеряв более 2000 человек убитыми.
Французы покинули Андалусию, а маршалы Сульт и Мармон объединили свои войска. Объединившись, французы численно превзошли англичан, поставив последних в опасное положение. Веллингтон отвёл свою армию, соединился с меньшим корпусом под командованием Роланда Хилла и начал отступать в Португалию. Маршал Сульт уклонился от атаки.
В 1812 году Уэлсли был дарованы португальские титулы маркиза Торриш-Ведрашского и герцога да Витория («герцог Победы»), декретами от имени королевы Марии, за заслуги перед народом Португалии. Это был единственный раз, когда иностранец получил наследный титул португальского герцога.

### 1813
В 1813 году Веллингтон пошёл в новое наступление, на этот раз против линий коммуникаций французов. Он прошёл сквозь возвышенности, регион Траз-уж-Монтиш к северу от Бургоса и перевёл свою линию снабжения с Португалии на испанский северный порт Сантандер. Это вынудило французов оставить и Мадрид, и Бургос. Продолжая идти во фланг французским линиям, Веллингтон догнал и разгромил армию короля Жозефа Бонапарта в битве при Витории. Благодаря этой победе он получил чин английского фельдмаршала. Он лично вёл колонну на центр французов, а другие колонны, возглавлявшиеся Томасом Грэхэмом, Роландом Хиллом и Джорджем Рамсеем, графом Далхаузи, обошли французов справа и слева. Эта битва вдохновила Бетховена создать опус 91 «Победа Веллингтона». Британские войска покинули строй, чтобы грабить брошенные французами повозки вместо того, чтобы преследовать разбитого врага. Ввиду такого вопиющего нарушения дисциплины взбешённый Веллингтон написал известное донесение министру обороны и колоний графу Генри Батерсту: «Мы имеем отбросы Земли в качестве обычных солдат».
Однако позже, когда его гнев остыл, он дополнил свой комментарий похвалой своим солдатам, сказав, что хотя многие из людей были «земными отбросами, но это поистине поразительно, что мы делаем из них таких прекрасных парней, какими они становятся».
После взятия небольшой крепости Памплона Веллингтон окружил крепость Сан-Себастьян. Однако французский гарнизон оказался неожиданно стойким и отразил попытку штурма. Союзники потеряли 693 убитыми и 316 захваченными в плен и приостановили осаду в конце июля. Сульт попытался деблокировать крепость, но испанская Галисийская армия отразила эту попытку в битве при Сан-Марсиале, близ Ируна. После этого союзники смогли объединить свои позиции и сузить кольцо вокруг Сан-Себастьяна, который пал в сентябре, несмотря на деятельную оборону. Затем Веллингтон заставил деморализованную и сильно потрёпанную армию Сульта отступать с боями во Францию. Путь отмечен Пиренейской битвой, битвой при Бидасоа, битвой у реки Нивель. Армия Веллингтона начала вторжение в южную Францию, выиграв битву у реки Нив 9 — 13 декабря 1813 г.

### 1814
27 февраля 1814 г. Веллингтон одержал очередную победу над французскими войсками под командованием маршала Сульта в битве при Ортезе.
Последним сражением Веллингтона и Сульта стала битва при Тулузе 10 апреля 1814 г., в которой союзники понесли тяжёлые потери при штурме французских редутов, потеряв 4600 солдат. Фактически победа осталась за Сультом, который удерживал Тулузу ещё один день и отступил в полном порядке. Но уже 17 апреля Сульт согласился на перемирие с Веллингтоном, поскольку пришло известие об отречении Наполеона.

### Итоги войны
За подвиги свои Веллингтон был щедро награждён английским правительством: принц-регент пожаловал ему титул герцога (его потомки носят этот титул до сих пор), а парламент назначил 300 тыс. фунтов стерлингов на покупку имения. Поскольку свежеиспечённый герцог, а прежде — виконт, граф и маркиз Веллингтон — не появлялся в Англии до окончания Пиренейской войны, он был награждён всеми патентами на титулы в течение одной уникальной, длившейся весь день церемонии. Хотя Уэлсли почти шесть лет сражался за то, чтобы очистить от французов Испанию и свергнуть с трона Жозефа Бонапарта, его заслуги получили недостаточное признание в этой стране: в той истории, которая преподаётся в испанских школах, вклад Веллингтона и его английских и португальских солдат минимален. Он получил испанский титул герцога де Сьюдад-Родриго, а Фердинанд VII позволил ему оставить у себя часть предметов искусств из королевской коллекции, которые он отбил у французов. В монументе, посвящённом победе при Витории присутствует большая фигура Веллингтона на коне.
В Британии он был популярен благодаря не только своим военным победам, но и своему образу и наружности. Его победы совпали по времени с расцветом Романтизма с присущим ему вниманием к личности человека. Стиль одежды герцога повлиял на моду в Британии: высокий стройный силуэт, чёрная шляпа с плюмажем, роскошный и одновременно строгий мундир и белые брюки стали очень популярными.
Его назначили послом во Францию. Затем он заменил лорда Каслри в качестве полномочного представителя Великобритании на Венском конгрессе, где он стойко защищал позиции Франции в послевоенном балансе сил в Европе. При реформировании ордена Бани 2 января 1815 года Веллингтон вместо ранга рядового рыцаря ордена получил ранг кавалера Большого креста.

## Бельгийская кампания

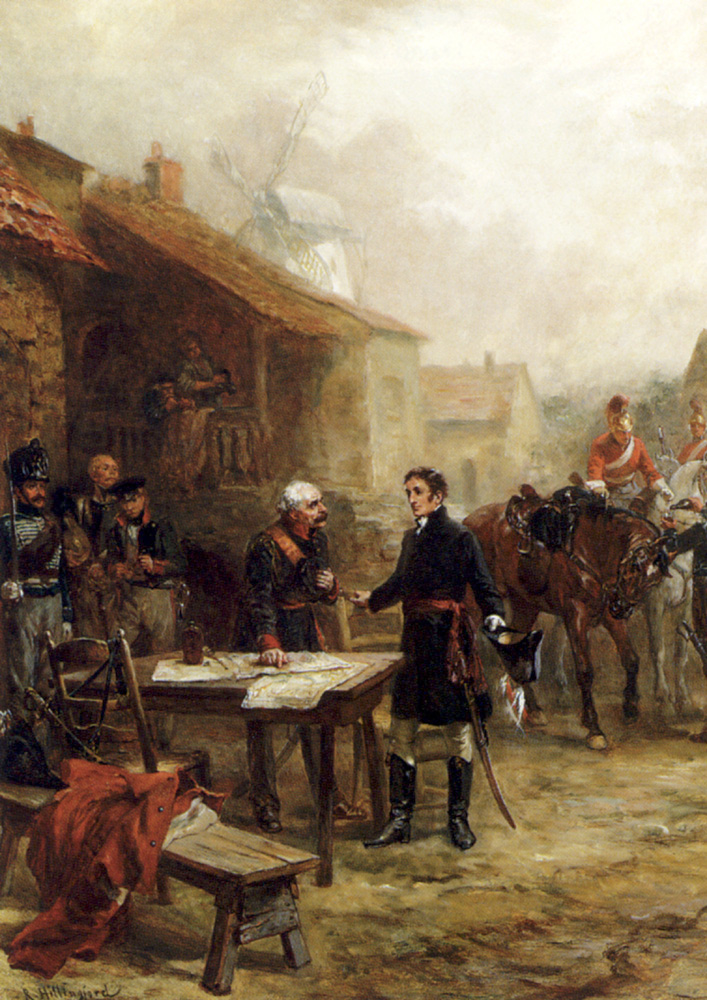
Встреча Веллингтона и Блюхера перед Ватерлоо.

26 февраля 1815 года Наполеон бежал с Эльбы и вернулся во Францию. В мае он вернул себе контроль над страной и столкнулся с новой, седьмой коалицией против себя. Веллингтон уехал из Вены в Бельгию, чтобы взять на себя командование англо-немецкой армией и голландско-бельгийскими союзниками. Неподалёку располагалась прусская армия Гебхарда Леберехта фон Блюхера.
План Наполеона заключался в том, чтобы отрезать союзную и прусскую армию друг от друга и разбить их поодиночке ещё до того, как прибудут австрийские и русские войска. Только так французы имели шанс совладать с подавляющим численным превосходством войск коалиции. После победы Наполеон стал бы искать возможности заключить мир с Австрией и Россией.
Французские войска вторглись в Бельгию, разбили пруссаков при Линьи, а в битве при Катр-Бра не дали Веллингтону прийти на выручку к пруссакам. Эти события вынудили англичан с союзниками отступить к возвышенности у деревушки Мон-Сен-Жан на дороге на Брюссель, к югу от Ватерлоо. 17 июня начался проливной дождь, который замедлил движение. На следующий день произошла битва при Ватерлоо. Веллингтон впервые сражался против Наполеона. Герцог руководил англо-голландско-немецкой армией, численностью приблизительно 73 000 человек, 26 тысяч (36 %) из которых были британцами.

### Битва при Ватерлоо

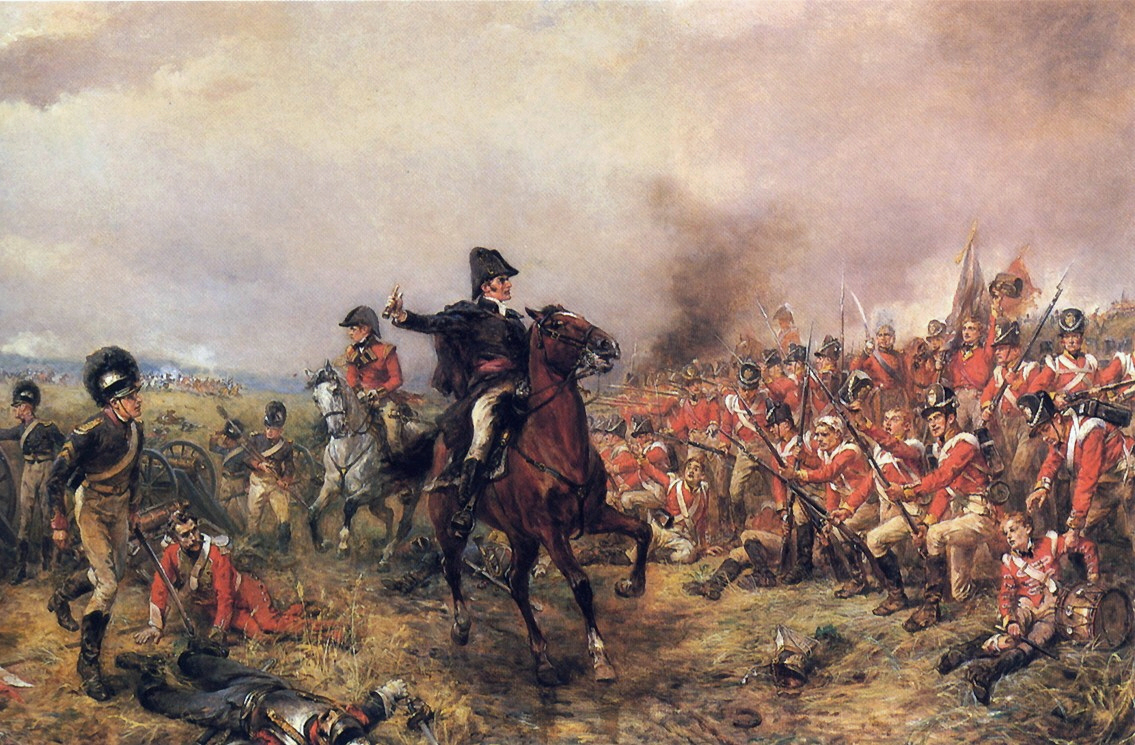
Веллингтон при Ватерлоо, картина Роберта Хиллингфорда 1890 года.

Как и предполагал Веллингтон, сражение началось с атаки французской дивизии Жерома на укреплённый замок Угумон. Веллингтон лично наблюдал за боем с позиции северо-восточнее замка. По его распоряжению батарея гаубиц была выдвинута к замку для его защиты. Первая атака была отбита, и через полчаса французы повторили атаку, усилив Жерома дивизией Фуа. Веллингтон отправил на усиление замка 8 рот Колдстримской гвардии. Всего в боях у замка он задействовал 3500 человек, которые связали боем почти 14 000 человек французской армии. Между тем Веллингтон заметил, что французы готовят корпус д’Эрлона для атаки его левого фланга.
После огневого налёта из 80 орудий первым бросился в атаку I французский корпус графа д’Эрлона. Воины д’Эрлона ударили в центр противника и союзные войска, располагавшиеся перед возвышенностью, в беспорядке отступили на главную позицию. Затем корпус д’Эрлона пошёл на штурм самой укреплённой позиции союзников, фермы Ла-Э-Сент, но безуспешно. Дивизия союзников под командованием генерал-лейтенанта Томаса Пиктона встретила остатки корпуса д’Эрлона лицом к лицу, произошла перестрелка на близком расстоянии, в которой Пиктон погиб. Во время этой схватки граф Аксбридж повёл две свои кавалерийские бригады на врага, захватил французскую пехоту врасплох, оттеснил её к подножию склона и взял два французских имперских орла. Тем не менее, атакующие переоценили свои силы. Наполеон бросил на них свежие кавалерийские части, которые нанесли англичанам огромные потери и оттеснили их обратно.
Незадолго до 16:00 маршал Ней заметил явный массовый отход в центре позиций Веллингтона. Он принял эвакуацию убитых и раненых в тыл за начало отступления и принял решение воспользоваться этим. Сам Ней в это время имел небольшие пехотные резервы на левом фланге, поскольку большинство пехоты было либо направлено на бесполезную атаку против замка Угумон, либо защищали правый фланг. Поэтому Ней решил прорвать центр Веллингтона атакой одних кавалеристов.
Около 16:30 прибыл первый прусский IV-й корпус под командованием Фридриха Бюлова. Корпус прибыл в тот момент, когда атака французских кавалеристов была в самом разгаре. Бюлов направил 15-ю бригаду на соединение с левым флангом Веллингтона в районе Фришермон — Ля Э, а конная батарея бригады и приданная бригаде артиллерия разворачивалась для поддержки на свой левый фланг. Наполеон отправил графа Лобау со своим корпусом перехватить оставшуюся часть IV-го корпуса Бюлова, направлявшуюся к деревне Планшенуа. 15-я бригада заставила отступить корпус Лобау в направлении Планшенуа. 16-я бригада фон Хиллера также наступала шестью батальонами на Планшенуа. Наполеон послал все восемь батальонов Молодой гвардии на подкрепление к Лобау, который теперь оказался в сильно стеснённом положении. Молодая гвардия контратаковала и, после ожесточённой стрельбы, смогла защитить Планшенуа, но вскоре союзники контратаковали и вытеснили Молодую гвардию. Наполеону пришлось отправить два батальона Старой гвардии в Планшенуа и после беспощадной борьбы они вновь захватили деревню.
Французская кавалерия много раз атаковала каре британской пехоты, всегда с большими потерями для французов, но с небольшими — для англичан. Ней был сброшен с лошади четыре раза. В конце концов стало очевидным даже для Нея, что с одной кавалерией многого не добьёшься. С опозданием он организовал совместную атаку пехоты и кавалерии, используя дивизию Башелю и полк Тиссо из дивизии Фуа (оба подразделения II-го корпуса Рея) и то, что осталось боеспособным из французской кавалерии. Эта атака была направлена практически по тому же маршруту, что и предыдущие атаки тяжёлой кавалерии.

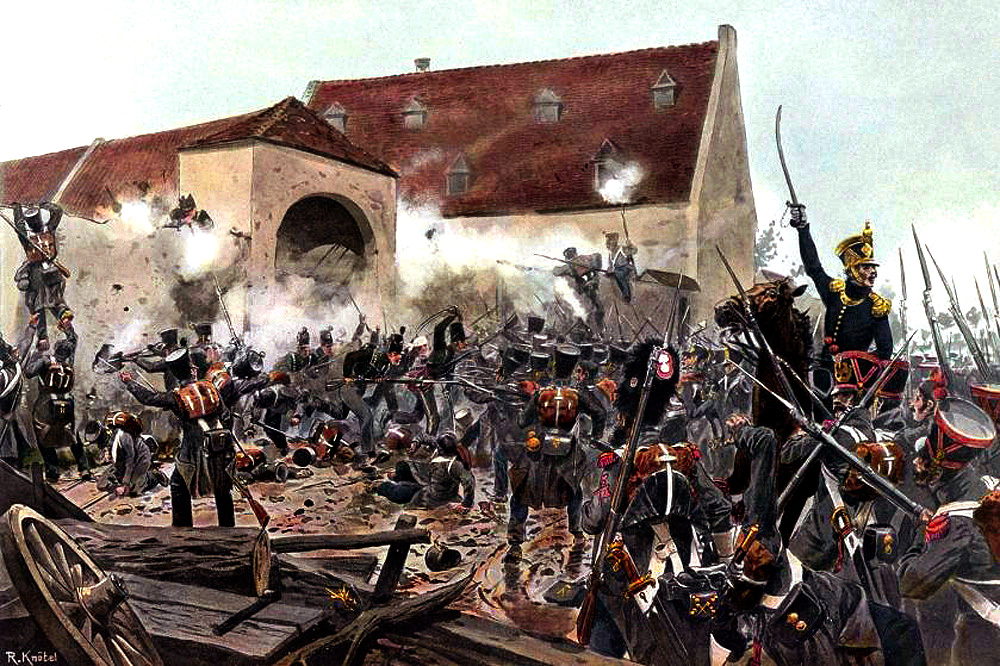
Штурм Ла-Э-Сент, кисти Р. Кнётеля.

Между тем примерно в это же время, когда Ней объединёнными усилиями штурмовал центр и правый фланг позиции Веллингтона, Наполеон отдал Нею приказ захватить Ла-Э-Сант во что бы то ни стало. Ней сделал это с тем, что осталось от корпуса д’Эрлона вскоре после 18:00. Затем Ней передвинул конную артиллерию вверх поближе к центру Веллингтона и начал крушить его пехотные каре картечью с близкой дистанции. Всё это просто уничтожило 27-й (Inniskilling) полк, а 30-й и 73-й полки понесли настолько тяжёлые потери, что их пришлось объединить, чтобы построить жизнеспособные каре. Центр Веллингтона сейчас был на грани краха и был уязвим для атак французов. К счастью для Веллингтона, подоспели прусские корпуса Пирха I-го и Цитена. Корпус Цитена позволил двум свежим кавалерийским бригадам Вивиана и Ванделера с края левого фланга Веллингтона переместиться и встать позади обезлюдевшего центра. Корпус Пирха последовал на подкрепление Бюлова, и вместе они отбили Планшенуа, и вновь дорога на Шарлеруа стала простреливаться прусскими пушечными ядрами. Значимость полученного подкрепления в тот критический момент боя было трудно переоценить.
Французская армия теперь ожесточённо атаковала коалиционные войска по всему фронту. Наивысшей точкой стал момент, когда Наполеон в 19:30 отправил в атаку Императорскую гвардию. Атакующие силы Императорской гвардии состояли из пяти батальонов Средней гвардии, но не гренадеров или шассёров Старой гвардии. Маршируя сквозь град картечи и огонь стрелков, сильно поредев, около 3 000 гвардейцев достигли западной части Ла-Э-Сент и разделились на три атакующие группы. Одна, состоявшая из двух батальонов гренадеров, разгромила первую линию коалиции и пошла дальше. Против них была отправлена сравнительно свежая нидерландская дивизия во главе с генерал-лейтенантом Шассе, а артиллерия союзников ударила во фланг французским гренадерам. Это не смогло остановить наступление гвардии, Шассе приказал своей первой бригаде пойти в штыковую против численно превосходящих французов, что наконец-таки смогло остановить французские колонны.

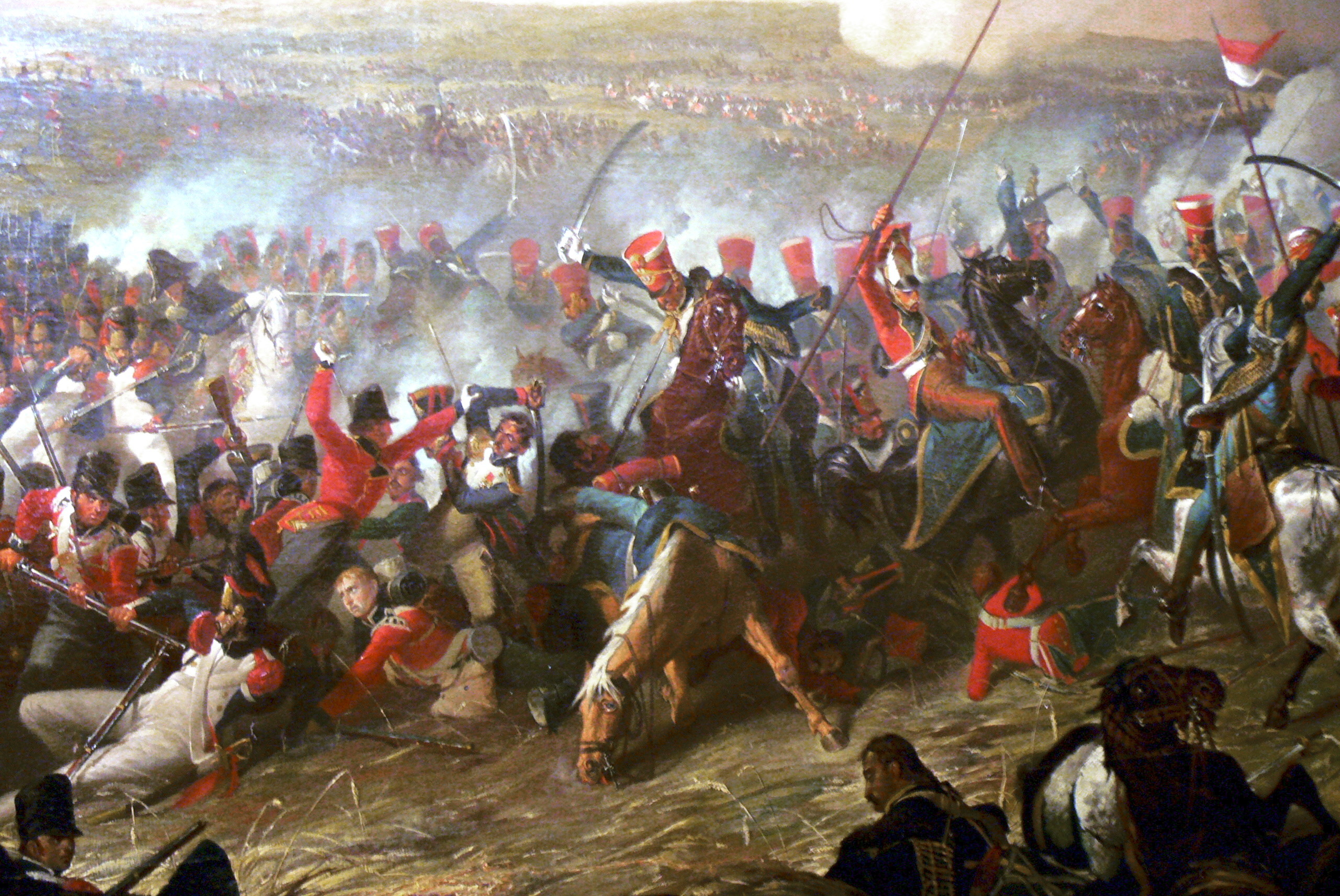
Британские королевские гусары 10-го полка бригады Вивиана (красные киверы и синие мундиры) атакуют французов, включая каре гренадеров Императорской гвардии (слева на среднем плане) на финальном этапе битвы.

Западнее 1500 солдат британской гвардейской пехоты под командованием генерал-майора Перегрина Мейтленда укрылись на земле, ища защиты от французской артиллерии. Как только появились два батальона шассёров второй группы Императорской гвардии, гвардейцы Мейтленда встали и встретили их залпами практически в упор. Шассёры развернулись для контратаки, но начали колебаться. Штыковая атака гвардейцев отбросила их. Но на подмогу прибыла третья группа, свежий батальон шассёров. Британские гвардейцы отступили, преследуемые шассёрами, но последних остановил 52-й лёгкий пехотный полк, который развернулся во фланг французам, открыл губительный огонь по ним, а затем бросился в атаку. Под стремительным натиском ряды французов были сломлены.
Остатки Императорской гвардии бежали. По французским линиям распространялась паника вместе с оглушительной новостью: «La Garde recule. Sauve qui peut!» («Гвардия отступает. Спасайся, кто может!») Веллингтон поднялся на стременах своей лошади по кличке «Копенгаген» и стал размахивать своей шляпой. Это был условный знак перехода в наступление всей линии войск союзников, в то время как пруссаки уже захватили французские позиции на востоке. Французская армия бежала с поля боя в беспорядке. Веллингтон и Блюхер встретились в постоялом дворе Бель-Альянс на дороге, которая пересекала поле боя с севера на юг, и договорились, что пруссаки должны преследовать отступающую французскую армию назад, во Францию.
20 ноября 1815 года был подписан второй Парижский мир. По заключении мира Веллингтон был назначен главным начальником союзных войск во Франции и оставался там до конца оккупации.

### Противоречия
Историки спорят, нужно ли было Наполеону отправлять 33000 солдат во главе с маршалом Груши на перехват пруссаков. Разгромив Блюхера при Линьи 16 июня и заставив союзников отступить в сторону от пруссаков, Наполеон не мог не понимать, что он может не победить объединившихся союзников на поле битвы. Аналогично Веллингтон тоже мог оставить 17300 солдат и артиллерию, преимущественно голландцев и бельгийцев, в 13 км от себя, в Халле, к северо-западу от Мон-Сен-Жан, на случай, если французы стали бы наступать по дороге Монс-Халле-Брюссель.

## Государственная деятельность
По возвращении на родину Веллингтон вновь вернулся в политику. 26 декабря 1818 года его назначили на должность генерал-фельдцейхмейстера, главы Палаты вооружений (Board of Ordnance) в правительстве тори лорда Ливерпула. Палата вооружений отвечала за боеприпасы, вооружение, снаряжение и военные материалы для британской армии и королевского флота. Также в её зону ответственности входил транспорт для орудий, забота о прибрежных крепостях, управление артиллерийскими и инженерными войсками и выпуск военных карт. Кроме того, 9 октября 1819 года Веллингтон стал губернатором Плимута.
В 1818 и 1822 годах он принимал участие в конгрессах Аахенском и Веронском; в 1826 году был послан в Россию для поздравления императора Николая с восшествием на престол.
В 1827 году герцог становится главнокомандующим британской армией (22 января), констеблем Тауэра (5 февраля), а в апреле назначается новый генерал-фельдцейхмейстер — соратник по Ватерлоо граф Аксбридж.

### Премьер-министр

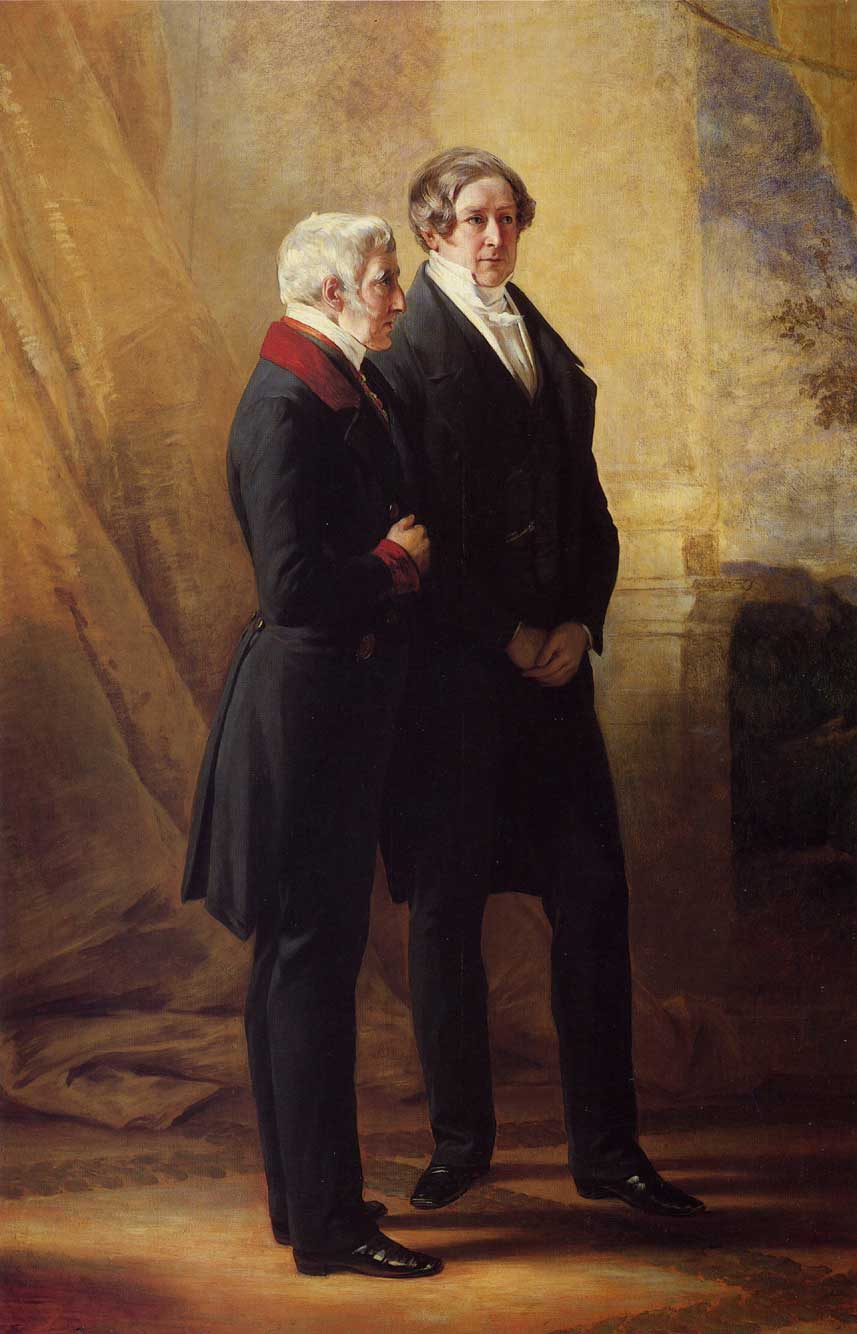
Герцог Веллингтон и Роберт Пиль в 1844 году, художник Франц Винтерхальтер

Веллингтон наряду с будущим впоследствии премьер-министром Робертом Пилем был в числе увеличивающих своё влияние членов партии тори. В 1828 году он ушёл с поста главнокомандующего и 22 января стал премьер-министром Великобритании. Роберт Пиль, бывший его долгосрочным союзником, становится министром внутренних дел.
Первые семь месяцев своего премьерства он не жил в своей официальной резиденции на Даунинг-стрит, 10, находя её слишком тесной. Веллингтон переехал в резиденцию только потому, что его дом, Эпсли-хаус, подлежал большому ремонту и перестройке. На посту премьера он весьма способствовал основанию Кингс-колледжа. 20 января 1829 года Веллингтон был назначен Лордом-хранителем Пяти портов — должность по большей части церемониальную. Веллингтон оставался на консервативных позициях и опасался, что анархия французской Июльской революции может распространиться по Европе.

#### Эмансипация католиков
Под эмансипацией католиков подразумевалось дарование практически полных гражданских прав католикам в Соединённом Королевстве. Права католиков в Великобритании ограничивались с XVI—XVII веков Актом о единообразии, Актом о присяге и другими карательными законами. В Ирландии с начала XIX века возникло движение за эмансипацию католиков. В 1828 году на довыборах в парламент в округе Клэр одним из двух избранных депутатов внезапно стал Дэниел О’Коннелл, открытый католик и сторонник эмансипации. Однако в силу своего вероисповедания он не мог заседать в Палате общин.
И герцог Веллингтон, и Роберт Пиль, хотя сами отнюдь не горели желанием давать католикам больше прав, видели, что отказ О’Коннеллу заседать в Парламенте вызовет ещё одно восстание в Ирландии, 85 % населения которой исповедовали католическую веру.
В Палате лордов Веллингтон столкнулся с ожесточённым сопротивлением эмансипации. Он произнёс там одну из лучших речей за свою политическую карьеру. Благодаря своему ирландскому происхождению, он понимал обиды католиков. Будучи в 1807—1809 годах статс-секретарём по делам Ирландии, он обещал, что карательные законы будут применяться настолько «мягко», насколько это возможно. Билль об эмансипации католиков прошёл с перевесом в 105 голосов. Многие тори голосовали против и закон прошёл только благодаря поддержке вигов. Веллингтон угрожал подать в отставку с поста премьера, если король Георг IV не подпишет закон.
Граф Уинчилси в письме секретарю Кингс-Колледжа обвинил герцога в том, что якобы тот «вынашивает коварный замысел покуситься на наши свободы и ввести папство в каждой части нашего государства». После публикации этого письма в газете Standard Веллингтон немедленно вызвал Уинчилси на дуэль. 21 марта 1829 года Веллингтон и Уинчилси встретились на Баттерсийских полях (ныне Баттерси Парк). Когда пришло время открыть огонь, герцог прицелился, а граф Уинчилси оставил руку опущенной. Герцог выстрелил сильно правее цели. Веллингтон был известен как плохой стрелок и позже утверждал, что промахнулся намеренно. Те, кто симпатизировал Уинчилси, утверждали, что герцог на самом деле хотел убить. Сам Уинчилси в свой черёд поднял руку и выстрелил в воздух — об этом он договорился с секундантом непосредственно перед дуэлью. Честь была сохранена и Уинчилси принёс Веллингтону письменные извинения.
Прозвище «Железный герцог» появилось в период, когда Веллингтон был крайне непопулярен и как личность, и как политик. В июле 1830 года так, с оттенком неодобрения, его называли на страницах ирландской газеты «Фримен джорнел» за твёрдую позицию в политике. В сентябре 1830 года Веллингтона встретил враждебный приём толпы на открытии железной дороги Ливерпуль — Манчестер.
Закон о пиве 1830 года отменил все налоги на него и позволил гражданам открывать пивные (пабы — от англ. public house, общественный дом) без особого разрешения, не покупая лицензии.
Летом и осенью 1830 года страну захватили восстания крестьян-луддитов, разбивавших молотилки — крестьянское движение «Свинг». Давно не было правительства, состоявшего целиков из вигов, и те считали, что ключом к власти будут реформы в ответ на требования недовольных. Веллингтон придерживался политики тори: нет реформам и нет расширению избирательного права, и в результате 15 ноября 1830 года в парламенте его правительству был вынесен вотум недоверия.
Впечатление, произведённое французской июльской революцией, и вступление на английский престол Вильгельма IV повлекли за собой в ноябре 1830 году падение правительства Веллингтона.

### Парламентская реформа 1832 года

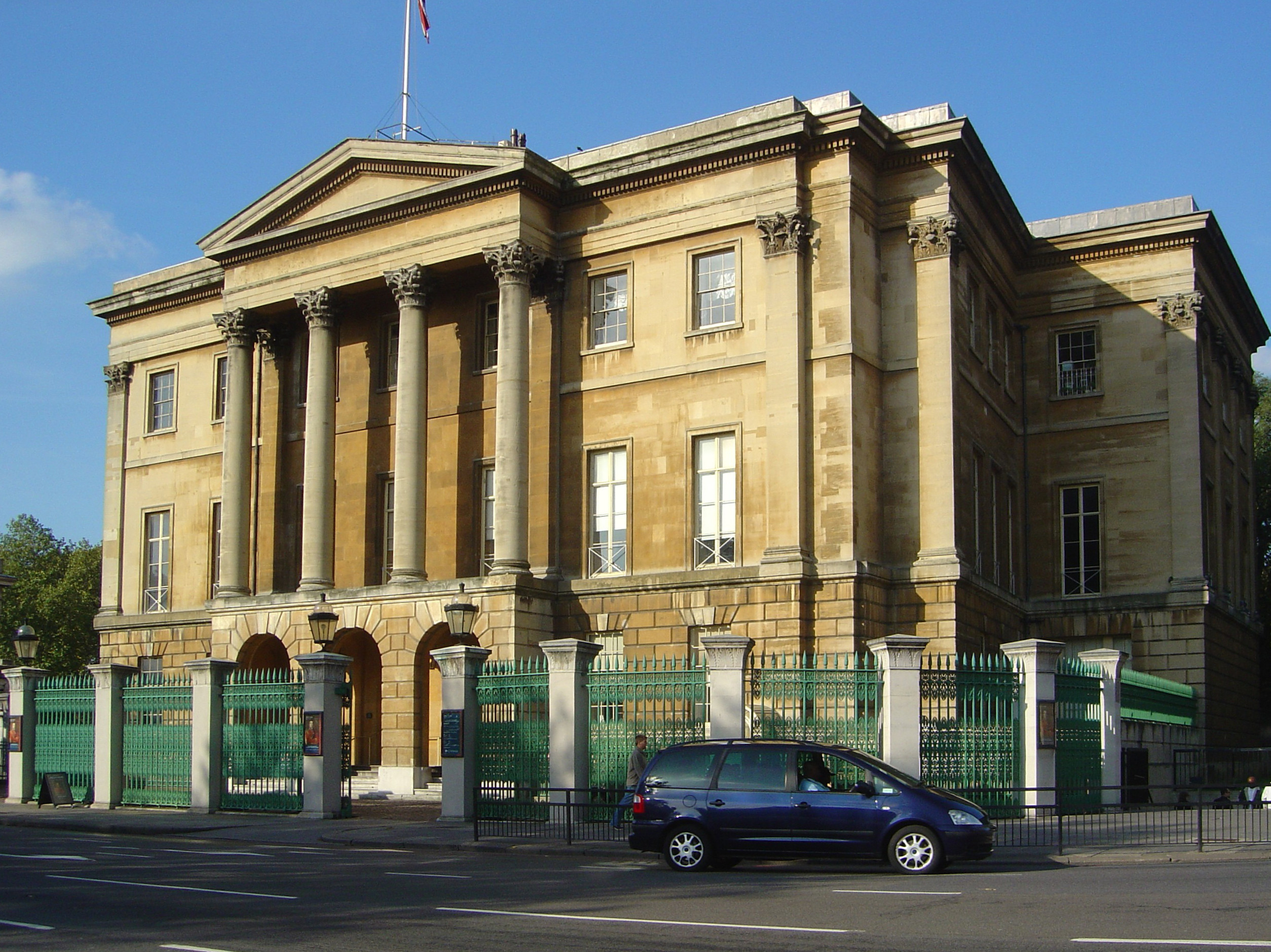
Эпсли-хаус — лондонский дворец Веллингтона, в котором открыт музей его имени.

Партия вигов в 1831 году внесла билль о парламентской реформе, упразднявший часть «гнилых местечек» и увеличивавший количество избирателей. Его принятию сопротивлялась партия тори и, в частности, упорно противился Веллингтон. Билль прошёл второе чтение в палате общин с перевесом всего в один голос и застрял в поправках. Правительство Грея убедило короля распустить парламент, в следующем парламенте, избранном весной того же 1831 года, виги имели явное преимущество. Новая палата общин приняла законопроект, однако его отклонила палата лордов. Страну захлестнула волна народных выступлений. Резиденция герцога в Эпсли-Хаус подверглась атаке демонстрантов 27 апреля 1831 года и вновь 12 октября. Толпа разбила окна в доме.
Третий вариант законопроекта прошёл палату общин в марте 1832 года, но был снова отклонён палатой лордов. Вслед за этим 9 мая 1832 года премьер-министр Грей подал в отставку, Вильгельм IV поручил Веллингтону сформировать новый кабинет. Последующий период стал известен как «Майские дни»: народные возмущения, призывы не платить налоги, сдавать в Банк Англии ассигнации и требовать взамен золото. Девиз протестующих был: «Остановите герцога; идите за золотом!» («Stop the Duke; go for gold!»). Банку Англии пришлось выдать золота на сумму в 7 млн фунтов стерлингов. В этих условиях Веллингтон не сумел сформировать правительство и 15 мая сам подал в отставку. Премьером вновь стал Грей. Король согласился в качестве исключительной меры сильно расширить палату лордов, сделав несколько десятков вигов новыми лордами, но втайне от правительства запустил среди лордов тори письмо, в котором призвал их одобрить закон и предупредил о последствиях отказа. В июне в Эпсли-Хаус были даже установлены прочные железные ставни, чтобы окна снова не разбила разъярённая толпа, однако 7 июня 1832 года палата лордов наконец одобрила закон о парламентской реформе.
Веллингтон никогда не смирился с переменой. Говорят, что когда избранный по новому закону парламент собрался на первое заседание, Веллингтон сказал: «Я никогда в своей жизни не видел так много ужасно плохих шляп».

### Эмансипация евреев
Во время дебатов по поводу Билля об отмене неравенства гражданских прав евреев Веллингтон, выступавший против, заявил в Палате лордов 1 августа 1833 года: «…это христианская страна и христианский парламент, и такой шаг приведёт к уничтожению этого их свойства». И также «я не вижу каких бы то ни было оснований принять Билль, а значит, буду голосовать против». Билль был отклонён 104 голосами против 54.
Эмансипация евреев в Великобритании произошла только в 1890 году.

### Правительство консерваторов
Веллингтон постепенно уступил место лидера тори Роберту Пилю, основателю современной консервативной партии. Когда тори вернулись к власти в 1834 году, Веллингтон отказался от поста премьера и порекомендовал королю выбрать Пиля. Однако Пиль в то время был в Италии и три недели в ноябре и декабре 1834 года Веллингтон исполнял обязанности премьер-министра и замещал ряд других министерств. В первом правительстве Пиля (1834—1835 годы) Веллингтон стал министром иностранных дел, во втором (1841—1846) — министром без портфеля и лидером Палаты лордов. Кроме того, 15 августа 1842 года Веллингтон был вновь назначен главнокомандующим британской армией вслед за отставкой лорда Хилла.

## Отставка

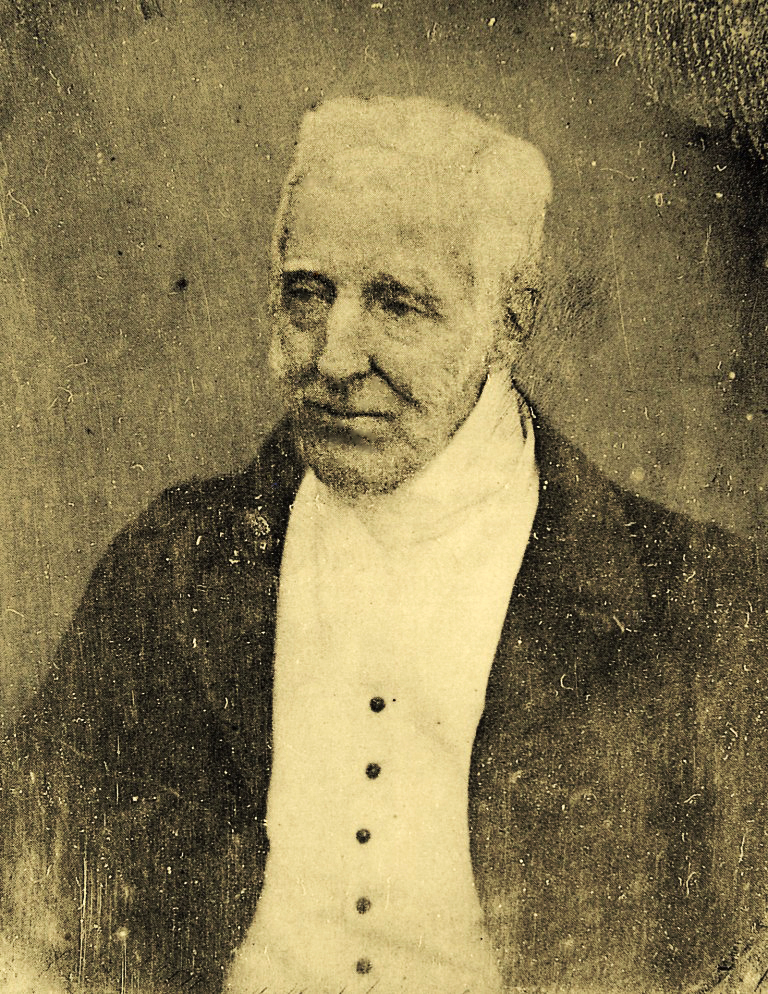
Дагерротип герцога Веллингтона в возрасте 74 или 75 лет, автор Антуан Клоде, 1844 год.

Веллингтон отошёл от активной политической жизни в 1846 году, однако остался на посту главнокомандующего и в 1848 году ненадолго вновь оказался в центре внимания, когда помогал собрать войска, чтобы защитить Лондон от европейской революции.
Консервативная партия раскололась по вопросу отмены «хлебных законов» в 1846 году. Веллингтон и большинство бывших членов правительства поддерживали Роберта Пиля, но большая часть депутатов-консерваторов по главе с лордом Дерби была за то, чтобы оставить протекционистские пошлины. Хлебные законы парламент отменил. В феврале 1852 года лорд Дерби возглавил новое правительство. 82-летний Веллингтон, к тому времени очень слабо слышащий, при зачитывании в Палате лордов списка новых министров, большинство из которых оказались в правительстве впервые, когда зачитывали новую фамилию, громко переспрашивал: «Кто? Кто?» Этот кабинет лорда Дерби так и получил прозвище «правительство Кто? Кто?».
31 августа 1850 года Веллингтон стал главным смотрителем Гайд-парка и Сент-Джеймсского парка. Он также оставался главнокомандующим, губернатором Тауэра, лордом-хранителем пяти портов и канцлером Оксфордского университета (с 1834 года), а также полковником 33 пехотного полка (позднее названного полком герцога Веллингтона) (с 1 февраля 1806 года) и полковником гвардейского гренадерского полка (с 22 января 1827 года).
Китти, жена Веллингтона, умерла от рака в 1831 году. Несмотря на их в целом несчастливые отношения, Веллингтон был опечален её смертью. Он искал утешения в тёплых отношениях с мемуаристкой Гарриет Арбетнот, женой дипломата, коллеги по партии и друга самого Веллингтона Чарльза Арбетнота. Исследователи отрицают, что Гарриет была любовницей герцога. Смерть Гарриет во время эпидемии холеры в 1834 году стала большим ударом как для герцога, так и для её мужа. Два вдовца провели свои последние годы вместе в Эпсли-Хаусе.
Держась в стороне от партий, он действовал в качестве посредника, и сама королева Виктория обращалась к его советам в затруднительных вопросах. Веллингтон не был гениальным человеком, но обладал недюжинным умом, живым сознанием долга и, в особенности, непреклонной твёрдостью. Его прежняя непопулярность была забыта, и он пользовался любовью и уважением народа, когда его застигла смерть.

## Смерть и похороны

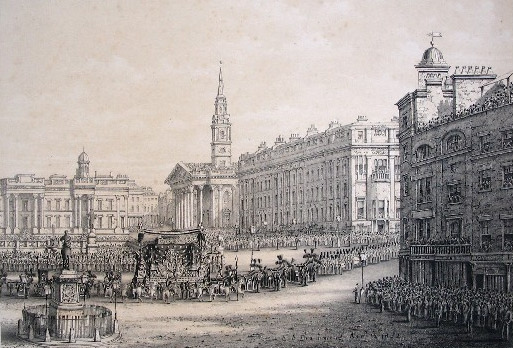
Похороны герцога, процессия проходит через Трафальгарскую площадь

Веллингтон скончался 14 сентября 1852 года в возрасте 83 лет, от последствий удара, завершившегося серией эпилептических припадков.
Хотя при жизни он ненавидел путешествия по железной дороге (после того, как стал очевидцем гибели Уильяма Хаскиссона, ставшего жертвой первого железнодорожного инцидента), его тело отвезли на поезде в Лондон, где ему были устроены пышные государственные похороны. Только немногие британцы удостаивались такой чести (среди них Горацио Нельсон, Уинстон Черчилль) и это были последние геральдические государственные похороны в Великобритании. Они прошли 18 ноября 1852 года. На похоронах было негде яблоку упасть из-за огромного количества народу, а необычайное восхваление Теннисоном в «Оде на смерть герцога Веллингтона» свидетельствует о его высочайшем статусе к моменту смерти. Его положили в саркофаг из лаксулянита (редкий вид гранита) в соборе св. Павла рядом с лордом Нельсоном.
Хотя саркофаг Веллингтона находится в крипте собора, в самом соборе был возведён величественный кенотаф из бронзы и мрамора, над созданием которого много лет трудился скульптор Альфред Стивенс, ученик Торвальдсена. Неоренессансный кенотаф Веллингтона считается главным произведением Стивенса и одним из шедевров британской надгробной скульптуры.
Гроб Веллингтона был украшен специально сделанными к этому случаю флагами. Один из них был прусским, в первую мировую его убрали и не вернули потом.
При похоронах, в давке, погибло множество женщин и чуть было не погибли дочери Карла Маркса.
После его смерти ирландские и английские газеты начали спор, родился ли Веллингтон ирландцем или англичанином. При жизни он открыто выражал неудовольствие, если его называли ирландцем.

## Личность

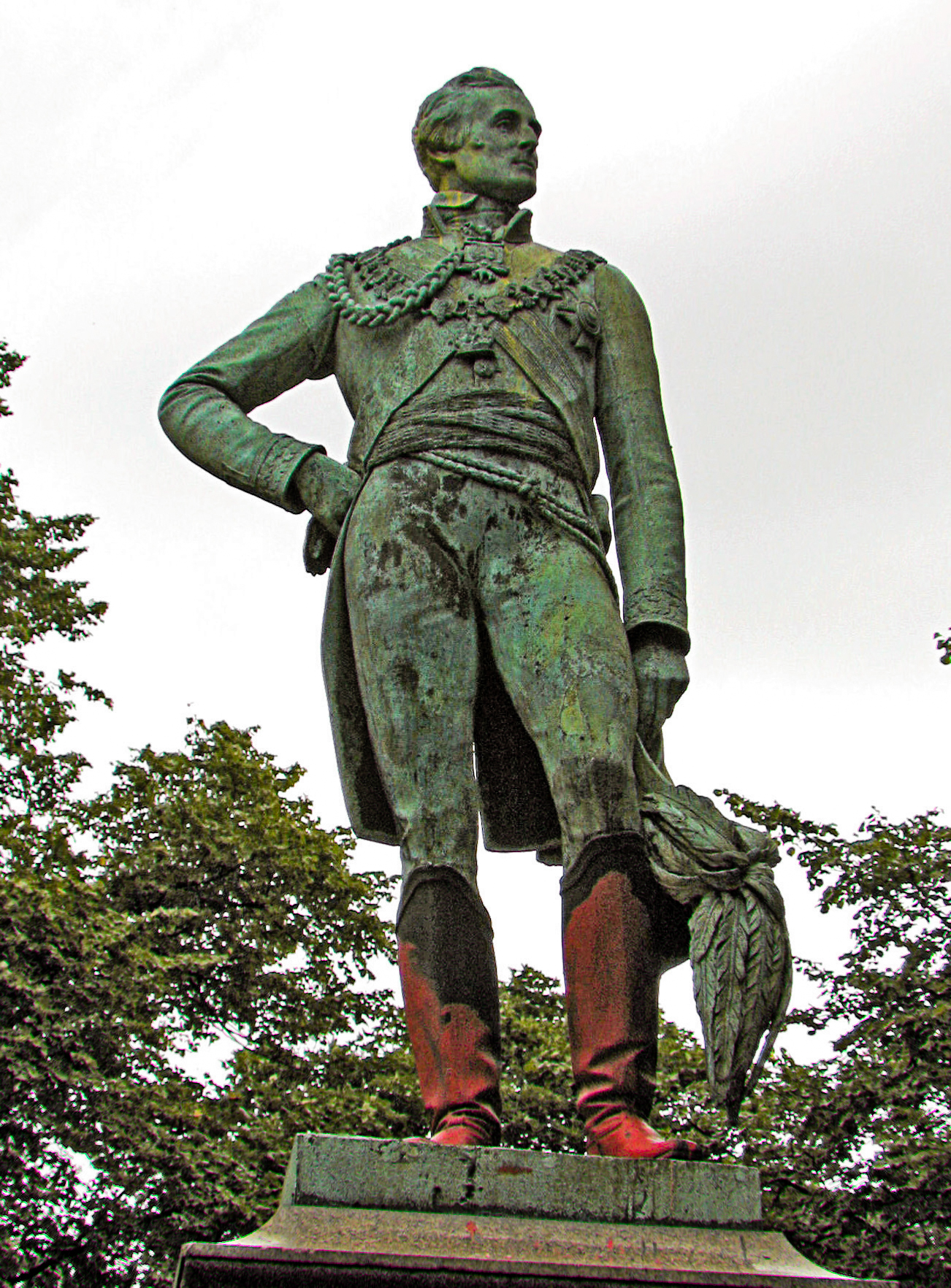
Бронзовая статуя Веллингтона скульптора Карло Марочетти в парке Вудхауз Мур, Лидс

Веллингтон вставал рано и не желал, проснувшись, лежать в постели. Даже когда после 1815 года он вернулся к гражданской жизни, то спал в походной постели, её теперь можно видеть в замке Валмер, где герцог умер. Генерал Мигель де Алава жаловался: Веллингтон так часто говорил, что армия может двигаться «с рассветом» и обедать «холодным мясом», что он начал бояться этих двух фраз. В походе герцог редко что-либо ел в перерыве между завтраком и ужином. Во время отступления в Португалию в 1811 году он питался «холодным мясом и хлебом», к отчаянию штаба, который кормился вместе с ним. При этом он пил только хорошее вино, часто выпивая бутылку на ужин, что по тем временам не считалось чрезмерным.

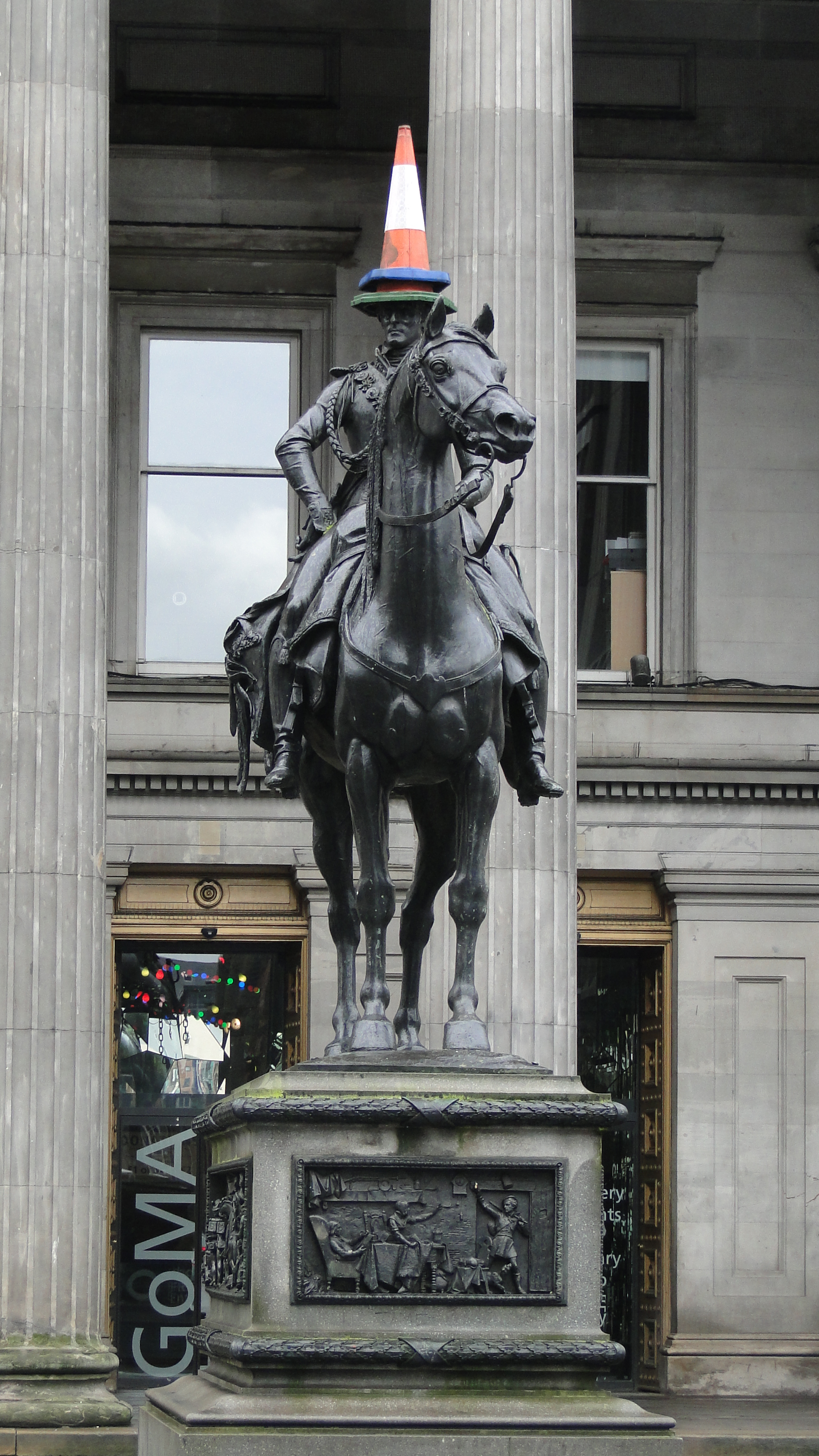
Конную статую герцога в Глазго принято украшать дорожным конусом.

Веллингтон редко показывал эмоции на публике и часто был снисходителен к менее компетентным людям или людям менее благородного происхождения, чем он сам (почти каждый был менее знатен, чем он). Однако Алава был свидетелем инцидента незадолго до битвы при Саламанке. Веллингтон ел цыплячью ногу, наблюдая за манёврами французской армии в подзорную трубу. Он заметил, что позиции французов на их левом фланге были слишком растянуты и понял, что их можно с успехом атаковать здесь. Он выбросил куриную ножку в воздух и крикнул: «Les français sont perdus!» («Французы проиграли!»). В другой раз, после битвы при Тулузе, когда адъютант принёс ему весть об отречении Наполеона, он принялся танцевать импровизированное фламенко, крутясь на каблуках и щёлкая пальцами.
Несмотря на суровый вид и железную дисциплину (говорят, он осуждал веселье у солдат «почти также, как выражение собственного мнения»), Веллингтон заботился о своих людях; он отказался преследовать французов после битв при Порту и Саламанке, предвидя неминуемые потери своих войск при преследовании по пересечённой местности. После штурма Бадахоса он позволил себе единственный раз выразить скорбь публично. Он плакал, видя трупы англичан у брешей. Его известное послание после битвы при Витории, в котором он называет своих солдат «отбросами», было вызвано как недовольством из-за опрокинутого строя, так и просто гневом на мародёров, расхищавших брошенный французами обоз. Он открыто выражал своё горе после битвы при Ватерлоо и перед своим личным врачом, и позднее перед его семьёй. Не желая, чтобы его поздравляли, герцог разразился слезами, его боевой дух был подорван крупными потерями в битве и большими личными утратами.
Вива Монтгомери, троюродная племянница Веллингтона, писала, что Хольман, камердинер герцога, часто вспоминал, что его хозяин никогда, кроме крайней необходимости, не звал слуг, предпочитая оставлять распоряжения в блокноте на туалетном столике. По совпадению, Хольман был весьма похож на Наполеона.
В 1822 году Веллингтону сделали операцию, чтобы его левое ухо лучше слышало. Но в результате оно навсегда осталось полностью глухим. После этого он «никогда не чувствовал себя хорошо».
В 1824 году Веллингтон получил письмо от издателя, предлагавшего не публиковать довольно пикантные мемуары одной из любовниц герцога, Хэрриэтт Уилсон, в обмен на некоторую денежную сумму. Говорят, герцог немедленно вернул письмо, небрежно написав поперёк «Публикуйте и будьте прокляты». Однако Хибберт пишет в своей биографии Веллингтона, что письмо лежит в бумагах герцога и на нём ничего не написано. Несомненно, однако, что Веллингтон ответил на письмо, а тон следующего письма издателя, цитируемого другим биографом, Лонгфордом, свидетельствует, что в своём ответе герцог Веллингтон в сильных выражениях отказался принять шантаж.
Герцог отличался лаконичностью и практицизмом. В 1851 году перед самым открытием Всемирной выставки вдруг обнаружилось, что в Хрустальном дворце летает множество воробьёв. Веллингтон тогда сказал королеве Виктории: «Ястребы-перепелятники, мадам».
Веллингтон часто изображается как генерал обороны, хотя многие, если не большинство, его битв были наступательными (Аргаон, Асаи, Порту, Саламанка, Витория, Тулуза). Но в большую часть Пиренейских войн, где он стяжал себе славу, его войска были слишком малочисленны, чтобы атаковать.

## Встреча с адмиралом Нельсоном
В сентябре 1805 года генерал-майор Уэлсли, только что вернувшийся из Индии и пока что неизвестный широкой публике, подал рапорт в канцелярию военного министра по поводу нового назначения. В приёмной он встретил вице-адмирала Горацио Нельсона, который уже был легендарной личностью после побед при Абукире и Копенгагене. Он ненадолго вернулся в Англию после многомесячной погони за французским флотом из Тулона до Вест-Индии и обратно. Спустя 30 лет Веллингтон вспоминал, что Нельсон завязал с ним разговор, который сперва, по мнению Уэлсли, со стороны Нельсона вёлся «в стиле столь тщеславном и глупом, что это вызвало во мне изумление и едва ли не отвращение». Несколько позже Нельсон вышел из приёмной осведомиться, кто таков этот молодой генерал, и, вернувшись, сменил тон, обсуждая войну, положение в колониях и геополитическую ситуацию как равный с равным. О последующем диалоге Веллингтон отзывался так: «Я не помню случая, чтобы я когда-либо был более захвачен беседой». Это была единственная их встреча, через семь недель Нельсон был убит в сражении при Трафальгаре.

## Прозвища
Самое известное прозвище Веллингтона — «Железный герцог» — более связано с жёсткой политикой герцога, нежели с каким-то конкретным инцидентом. Оно часто употреблялось в газетах в качестве уничижительного. Однако оно стало более распространённым, когда в 1832 году на Эпсли-Хаус были установлены железные ставни (которые, как говорили, были способны выдержать мушкетную пулю), чтобы разъярённая толпа не могла бы разбить стёкла. Прозвище стало ещё более популярным в 1844—1845 годах, после публикации карикатур в журнале Панч.
Кроме того, у Веллингтона были и другие прозвища:
- Его офицеры звали его «The Beau» («Красавчик») за его манеру хорошо одеваться[182], или «The Peer» («Пэр»), когда он стал виконтом в 1809 году.
- Среди рядовых солдат Британской армии Веллингтон был известен как «Old Nosey» («Старый Носач»)[183].
- Испанские солдаты прозвали его «The Eagle» («Орёл»), а португальские — «Douro Douro» («Дору Дору»), после удачной переправы через эту реку у Порту в 1809 году, обеспечившую победу в битве[184].
- «Beau Douro» — Веллингтону показалось забавным, когда его так назвал Адольф Фредерик, полковник Колдстримской гвардии[182].
- «Sepoy General» («сипайский генерал») — так Уэлсли прозвал Наполеон, желая его уязвить за службу в Индии и выставить недостойным противником[185]. Это прозвище употреблялось в официальной французской газете Le Moniteur Universel в целях пропаганды[186].
- «The Beef» («Говядина») — существует теория, что блюдо «говядина по-веллингтоновски» якобы как-то связано с герцогом, однако с ней согласны далеко не все[187].

Кроме того, в английском языке резиновые сапоги называются «веллингтоновскими». Считается, что первоначально Веллингтон предложил вместо ботфортов кавалерийские сапоги из телячьей кожи с более длинным спереди голенищем, которые лучше защищают уязвимые голени всадников от пуль.

## Память
- В честь Веллингтона названа столица Новой Зеландии — город Веллингтон, гора Веллингтон в Тасмании, а также ряд учебных заведений, в том числе основанный королевой Викторией в память о фельдмаршале в 1853 (открыт в 1859) Веллингтон-колледж (город Крауторн, графство Беркшир). Музей Веллингтона помещается в лондонском Эпсли-хаусе.
- На 38-ю годовщину битвы при Ватерлоо 18 июня 1853 года королева Виктория переименовала 33-й пехотный полк[англ.], чьим командиром был Веллингтон, в «33-й полк герцога Веллингтона»[189].
- Портрет Веллингтона был размещён на английской банкноте в 5 фунтов выпуска 1971—1991 годов.

## В культуре
Веллингтон стал одним из героев повести Марка Алданова «Могила воина». Он действует в ряде фильмов:
- «Приключения прыщика: битва при Ватерлоо» / The Adventures of Pimple: The Battle of Waterloo (немой, Великобритания, 1913) — актёр Джо Эванс
- «Ватерлоо[нем.]» (Германия, 1929) — актёр Хамберстон Райт[англ.]
- «Железный герцог[англ.]» (Великобритания, 1934) — актёр Джордж Арлисс
- «Сто дней[нем.]» (Германия, Италия, 1935) — актёр Петер Фосс[нем.]
- «Наполеон: путь к вершине» (Франция, Италия, 1955) — актёр Боб Д’Арси
- «Ватерлоо» (Италия, СССР, 1970) — актёр Кристофер Пламмер
- «Серия фильмов про королевского стрелка Шарпа» (Великобритания, 1993—2006) — актёры Дэвид Тротон[англ.] (первые два фильма) и Хью Фрейзер

## Воинские звания
Герцог Веллингтон был произведён в фельдмаршалы восемь раз, что является своеобразным рекордом. Кроме Британии и состоявшего с ней в личной унии Ганновера, он имел аналогичное звание, полученное от союзных монархов ещё 5 стран (в том числе и России), а также испанское звание генерал-капитана, приблизительно эквивалентное фельдмаршалу:
- главный маршал (Португалия, 6 июля 1809)
- генерал-капитан (Испания, август 1809)
- фельдмаршал (Великобритания, 21 июня 1813)
- фельдмаршал (Королевство Ганновер, 21 июня 1813)
- фельдмаршал (Нидерланды, май 1815)
- генерал-фельдмаршал (Российская империя, 14 (2) ноября 1818)
- генерал-фельдмаршал (Пруссия, 14 ноября 1818)
- фельдмаршал (Австрийская империя, 14 ноября 1818)

## Награды
- Орден Подвязки (04.03.1813)
- Рыцарь Большого креста Почтеннейшего ордена Бани (1815)
- Рыцарь ордена Бани (1804)
- Кавалер Большого креста Королевского Гвельфского ордена (1816)[190]
- Армейская золотая медаль[191]
- Медаль за Ватерлоо
- Кавалер Большого креста Военного ордена Марии Терезии (Австрия, 04.03.1814)[192]
- Кавалер Большого креста ордена Максимилиана Иосифа (Бавария)[190]
- Кавалер Большого креста Военного ордена Верности (Баден)[190]
- Кавалер Большого креста ордена Церингенского льва (Баден)[190]
- Кавалер Большого креста ордена «За военные заслуги» (Вюртемберг)[190]
- Кавалер Большого креста ордена Золотого льва (Гессен-Кассель, 1843)[190]
- Орден Слона (Дания, 1815)[190]
- Орден Золотого руна (Испания, январь 1812)[190]
- Кавалер Большого креста ордена Святого Фердинанда (Испания, 1812)[190]
- Кавалер Большого креста ордена Святого Херменегильдо (Испания)[190]
- Орден Святого Януария (Королевство Обеих Сицилий)[192]
- Кавалер Большого креста ордена Святого Фердинанда и Заслуг (Королевство Обеих Сицилий)[192]
- Кавалер Большого креста Военного ордена Вильгельма (Нидерланды, 18.07.1815)[190]
- Кавалер Большого креста ордена Башни и Меча (Португалия, 26.10.1811)[192]
- Орден Чёрного орла (Пруссия)[190]
- Орден Красного орла 1-й степени (Пруссия, 1814)[190]
- Орден Святого апостола Андрея Первозванного (Россия, 8(20).07.1815)[190][193]
- Орден Святого Георгия 1-й степени (Россия, 28.04(10.05).1814)[190][193]
- Орден Святого Александра Невского (Россия, 8(20).07.1815)[190]
- Орден Святой Анны 1-й степени (Россия, 8(20).07.1815)[194]
- Орден Рутовой короны (Саксония)[190]
- Высший орден Святого Благовещения (Сардинское королевство, 1815)[190][195][196]
- Кавалер Большого креста ордена Святых Маврикия и Лазаря (Сардинское королевство)
- Орден Святого Духа (Франция, 1815)[190]
- Кавалер Большого креста ордена Меча (Швеция, 26.02.1814)[192]